# Liste der Kulturdenkmale in Stötteritz, A–J
Die Liste der Kulturdenkmale in Stötteritz enthält die Kulturdenkmale des Leipziger Ortsteils Stötteritz, die in der Denkmalliste vom Landesamt für Denkmalpflege Sachsen mit Stand 2017 erfasst wurden.
Aus Platzgründen ist diese Liste geteilt. In dieser Liste sind die Kulturdenkmale in den Straßen mit den Anfangsbuchstaben A–J erfasst. Die Kulturdenkmale in den Straßen K–P sind in der Liste der Kulturdenkmale in Stötteritz, K–P und in den Straßen Q–Z in der Liste der Kulturdenkmale in Stötteritz, Q–Z aufgeführt.

## Legende
- Bild: Bild des Kulturdenkmals, ggf. zusätzlich mit einem Link zu weiteren Fotos des Kulturdenkmals im Medienarchiv Wikimedia Commons. Wenn man auf das Kamerasymbol klickt, können Fotos zu Kulturdenkmalen aus dieser Liste hochgeladen werden:
- Bezeichnung: Denkmalgeschützte Objekte und ggf. Bauwerksname des Kulturdenkmals
- Lage: Straßenname und Hausnummer oder Flurstücknummer des Kulturdenkmals. Die Grundsortierung der Liste erfolgt nach dieser Adresse. Der Link (Karte) führt zu verschiedenen Kartendiensten mit der Position des Kulturdenkmals. Fehlt dieser Link, wurden die Koordinaten noch nicht eingetragen. Sind diese bekannt, können sie über ein Tool mit einer Kartenansicht einfach nachgetragen werden. In dieser Kartenansicht sind Kulturdenkmale ohne Koordinaten mit einem roten bzw. orangen Marker dargestellt und können durch Verschieben auf die richtige Position in der Karte mit Koordinaten versehen werden. Kulturdenkmale ohne Bild sind an einem blauen bzw. roten Marker erkennbar.
- Datierung: Baubeginn, Fertigstellung, Datum der Erstnennung oder grobe zeitliche Einordnung entsprechend des Eintrags in der sächsischen Denkmaldatenbank
- Beschreibung: Kurzcharakteristik des Kulturdenkmals entsprechend des Eintrags in der sächsischen Denkmaldatenbank, ggf. ergänzt durch die dort nur selten veröffentlichten Erfassungstexte oder zusätzliche Informationen
- ID: Vom Landesamt für Denkmalpflege Sachsen vergebene, das Kulturdenkmal eindeutig identifizierende Objekt-Nummer. Der Link führt zum PDF-Denkmaldokument des Landesamtes für Denkmalpflege Sachsen. Bei ehemaligen Kulturdenkmalen können die Objektnummern unbekannt sein und deshalb fehlen bzw. die Links von aus der Datenbank entfernten Objektnummern ins Leere führen. Ein ggf. vorhandenes Icon  führt zu den Angaben des Kulturdenkmals bei Wikidata.

## Liste der Kulturdenkmale in Stötteritz, A–J
| Bild                                    | Bezeichnung | Lage | Datierung | Beschreibung | ID       |
| --------------------------------------- | --- | --- | --- | --- | -------- |
| Weitere Bilder                          | Friedhof Stötteritz, Sachgesamtheit | Albrechtshainer Straße 5 (Karte) | 1872 (Erstanlage), 1907 (Allee) | Sachgesamtheit Friedhof Stötteritz, mit den Einzeldenkmalen (siehe auch Objekt-ID: 09264723): Friedhofskapelle, drei Denkmale für Gefallene des 1. Weltkrieges und des Deutsch-Französischen Krieges 1870/1871, Toranlage sowie Wandgrabmal der Familie Rudolph Herrmann, gärtnerische Friedhofsgestaltung sowie mit den Sachgesamtheitsteilen: zwei Sitzbänke; gründerzeitliche, um 1900 erweiterte Friedhofsanlage mit Lindenallee am Hauptweg, Altbaumbestand um die Kapelle und zwei Solitärbäume auf dem Gelände des älteren Friedhofteils, Erinnerungswert, ortsgeschichtlich von besonderer Bedeutung | 09304749 |
| Weitere Bilder                          | Friedhof Stötteritz, Einzeldenkmale | Albrechtshainer Straße 5 (Karte) | 1904 (Friedhofskapelle), um 1950 (Friedhofstor), um 1925 (Gefallenendenkmal 1. Weltkrieg)                                                                                       | Einzeldenkmale der Sachgesamtheit Friedhof Stötteritz (siehe auch Objekt-ID: 09304749): Friedhofskapelle, drei Denkmale für Gefallene des 1. Weltkrieges und des Deutsch-Französischen Krieges 1870/1871, Toranlage sowie Wandgrabmal der Familie Rudolph Herrmann; Friedhofskapelle neugotischer Putzbau mit Natursteingliederungen, Gefallenendenkmale in Form eines kleinen Ehrenhains gruppiert, Erinnerungswert, ortsgeschichtlich von besonderer Bedeutung | 09264723 |
|                                         | Doppelwohnhaus in offener Bebauung, mit Einfriedung und Garten, mit Stützmauer und zwei Gartenhäusern | Am Wasserwerk 1; 2 (Karte) | 1936–1937 (Doppelwohnhaus), 1937 (Einfriedung), 1925 (Gartenhaus Nummer 1), 1926 (Gartenhaus Nummer 2)                                                                          | Putzbau mit Natursteingliederungen und Mansarddach, Garten auf Gelände mit ebenem und abgesenktem, an Teich angrenzendem Bereich (ehemalige Kiesgrube) sowie altem Gehölzbestand, Gartenhäuser in Fachwerkkonstruktion bzw. mit Holzverkleidung, Zeugnis des Wohnungsbaues in der NS-Zeit, ortsentwicklungsgeschichtlich, baugeschichtlich und gartengeschichtliche von Bedeutung | 09264724 |
|                                         | Wohnhaus in offener Bebauung, mit Garten und Einfriedung | Am Wasserwerk 7 (Karte) | um 1930 (Wohnhaus) | markanter, kubischer Putzbau mit Gliederungselementen im Stil des Art déco, ortsentwicklungsgeschichtliche, baukünstlerische und baugeschichtliche Bedeutung | 09264725 |
|                                         | Betriebsanlage des Leipziger Wassernetzes, bestehend aus ins Erdreich eingelassenen Hochbehältern 1-6 mit drei Schieberhäuschen, Enteisenungsanlage mit Filteranlage, Spülbecken und zwei Ventilhäuschen, Wasserturm darin zwei Pumpen (Baujahr vor 1945 und 1957), Beamtenwohnhaus, Werkstattgebäude, Einfriedung sowie Pflasterung am Wasserturm                                                                                      | Am Wasserwerk 10 (Karte) | um 1957 (Pumpe), 1957 (Pumpe), um 1893 (Filteranlage), 1893–1896, Enteisenungsanlage 1 (Wasseraufbereitungsanlage), 1896–1897, Enteisenungsanlage 2 (Wasseraufbereitungsanlage) | wichtige und frühe Anlage der städtischen Wasserversorgung mit seltener technischen Ausstattung, Wasserturm, gebaut 1906, ältester Wasserturm der Stadt Leipzig des Architekten Adolph Thiem mit einem Behälter der Firma Klönne, die Hochbauten vorwiegend in Klinkermauerwerk, überregionale stadttechnische und ortshistorische sowie stadtentwicklungsgeschichtliche und bauhistorische Bedeutung Denkmaltext Die Anlage ist im engeren Sinn kein Wasserwerk, denn hier wird seit dem letzten Drittel des 19. Jahrhunderts kein Wasser gewonnen, sondern dieses aufbereitet und gespeichert. Im Zusammenhang mit dem ersten modernen Leipziger Wasserwerk auf den Connewitzer Bauernwiesen, das am 1. Januar 1866 den Betrieb aufnahm, entstand 3,5 Kilometer entfernt auf erhöhtem Terrain in Probstheidaer Flur ein Erdbehälter in Ziegelbauweise, der den nötigen Wasserdruck im Versorgungsnetz gewährleistete. Aufgrund des stetigen Wachstums des Versorgungsnetzes und der Inbetriebnahme neuer städtischer Wasserfassungsanlagen bei Naunhof und Canitz wurden bis 1931 fünf weitere Hochbehälter errichtet, die ebenfalls mit Erdreich abgedeckt und in Stampf- bzw. Eisenbeton ausgeführt wurden. Die chemische Zusammensetzung des Naunhofer Wassers machte außerdem den Bau einer Enteisenungsanlage 1893–1896 erforderlich. Deren Pläne lieferte der Wasserbauingenieur Adolf Thiem (1836–1908), der Begründer der wissenschaftlichen Grundwasserforschung. Unmittelbar nach Fertigstellung begann man mit der Ausführung einer weiteren Enteisenungsanlage. Das dazwischen liegende Spülbecken erhielt in den 1930er Jahren eine segmentbogige Betonüberdachung. Für die „Hohe Zone Süd“, dem zweiten Leipziger Versorgungsgebiet mit hohem Wasserdruck, kam es 1905–1907 zum Bau eines Wasserturms mit einem Hängebodenbehälter der Dortmunder Firma Klönne (1500 m³ Inhalt). Die städtebaulich exponierte Lage und die aufwendige Gestaltung des Turmes erfolgten in bewusster Abstimmung mit dem gerade im Bau befindlichen Völkerschlachtdenkmal. Neben dem bildplastischen Schmuck ist in diesem Zusammenhang der Sockel aus grob bossierten Sandsteinen und der schieferverkleidete Tambour mit flankierenden Ecktürmchen anzuführen. Nach der Kriegszerstörung des Daches entstand ein wesentlich schlichteres und in seiner Höhe auf 53 Meter reduziertes Behältergeschoss, wobei man auf Pläne zurückgriff, die bereits 1940 erarbeitet worden waren. Statt des steilen, mit rotbraunen Biberschwänzen gedeckten Zeltdaches bildet nun ein wesentlich niedrigeres den Abschluss des Turmes. In einzigartiger Weise bildet die Stötteritzer Anlage ein ingenieurtechnisches und architektonisches Zeugnis für die Entwicklung der Wasserspeicherung ab dem letzten Drittel des 19. und dem beginnenden 20. Jahrhundert: Die Hochbehälter, der Wasserturm und die Funktionsgebäude zeigen exemplarisch und in seltener Dichte, mit welchen baulichen Lösungen man den Wachstumsproblemen stadttechnischer Netze begegnete, woraus die überregionale stadttechnische und ortshistorische Bedeutung der gesamten Anlage resultiert. Besonders die Situierung und Gestaltung des Wasserturms ist von stadtentwicklungsgeschichtlichem und bauhistorischem Wert. LfD/2013 | 09264726 |
|                                         | Platzanlage | Arnoldstraße - (Karte) | um 1900 (Schmuckplatz) | typischer Schmuckplatz im architektonischen Stil der Zeit um 1900, mit Wegesystem und Altbaumbestand sowie Fußwegen mit Mosaiksteinpflaster und Granitborden, stadträumliche Beziehung zur angrenzenden Schulanlage der Christian-Weiße-Schule, stadtgeschichtlich, städtebaulich und gartenkünstlerisch von Bedeutung | 09264744 |
| Direkt Bild zu diesem Denkmal hochladen | Handschwengelpumpe mit Brunnenschacht und Abdeckplatte | Arnoldstraße - (Karte) | um 1900 (Handschwengelpumpe) | zwischen Weißestraße und Ferdinand-Jost-Straße, Pumpe nicht mehr vorhanden, ortsgeschichtlich von Bedeutung | 09304112 |
|                                         | Mietshaus in geschlossener Bebauung | Arnoldstraße 2 (Karte) | um 1905 (Mietshaus) | Klinkerfassade in späthistoristischen Formen, Kunststeingliederungen, Dekoration teils gotisierend, ortsentwicklungsgeschichtliche und baugeschichtliche Bedeutung | 09261953 |
|                                         | Mietshaus in geschlossener Bebauung | Arnoldstraße 3 (Karte) | um 1905 (Mietshaus) | Putzfassade mit Kunststeinelementen, Dekoration teils noch historisierend, teils Jugendstilanklänge, ortsentwicklungsgeschichtliche und baugeschichtliche Bedeutung | 09262555 |
|                                         | Mietshaus in geschlossener Bebauung mit Tordurchfahrt | Arnoldstraße 4 (Karte) | um 1905 (Mietshaus) | späthistoristische Klinkerfassade in gleicher Gestaltung wie Arnoldstraße 2, Kunststeingliederungen, Dekoration teils gotisierend, ortsentwicklungsgeschichtliche und baugeschichtliche Bedeutung | 09261954 |
|                                         | Mietshaus in geschlossener Bebauung | Arnoldstraße 5 (Karte) | um 1905 (Mietshaus) | mit Laden, Putz-Klinker-Fassade, im Sinne der Architekturerneuerung nach 1900 kaum noch historisierend gestaltet, Kunststeinelemente und sparsamer Putzdekor, ortsentwicklungsgeschichtliche und baugeschichtliche Bedeutung | 09264727 |
|                                         | Mietshaus in ehemals geschlossener Bebauung | Arnoldstraße 5a (Karte) | bezeichnet 1905 (Mietshaus) | Klinkerfassade in zeittypischer, sich vom Historismus abwendender Architektursprache, Rustikasockel sowie akzentuierende Kunststeinelemente und Putzpartien, ortsentwicklungsgeschichtliche und baugeschichtliche Bedeutung | 09264728 |
|                                         | Mietshaus in ehemals geschlossener Bebauung | Arnoldstraße 9 (Karte) | 1905 (Mietshaus) | Putzfassade mit ehemals feinlinigen Putzgliederungen, schöne Hauseingangstür in Jugendstilformen, ortsentwicklungsgeschichtliche und baugeschichtliche Bedeutung | 09264730 |
|                                         | Doppelmietshaus (Arnoldstraße 13 und Ferdinand-Jost-Straße 34) in halboffener Bebauung und in Ecklage mit umliegendem Gehwegpflaster | Arnoldstraße 13 (Karte) | 1905 (Mietshaus) | imposanter Neurenaissancebau, anspruchsvolle Fassadengestaltung mit rustizierter Sandsteinverblendung im Erd- und erstem Obergeschoss, darüber Putzbereiche mit steinernen Gliederungen, exponierte Ecklage durch Erker betont, Läden, um das Gebäude aufwändiges Mosaikpflaster, ortsentwicklungsgeschichtliche, baukünstlerische und baugeschichtliche Bedeutung | 09264731 |
|                                         | Mietshaus in halboffener Bebauung | Arnoldstraße 15 (Karte) | 1905 (Mietshaus) | späthistoristische, symmetrisch gegliederte Putzfassade mit Kunststeinelemenenten, äußere Achsen mit kräftigen Gliederungen in renaissancistischen Formen betont, ortsentwicklungsgeschichtliche und baugeschichtliche Bedeutung | 09264739 |
|                                         | Mietshausfassade | Arnoldstraße 16 (Karte) | um 1900 (Fassade) | aufwändige Putz-Klinker-Fassade mit Kunststeinelementen, Mittelachse modern geöffnet, ortsentwicklungsgeschichtliche Bedeutung | 09264732 |
|                                         | Mietshaus in geschlossener Bebauung | Arnoldstraße 17 (Karte) | um 1900 (Mietshaus) | mit Laden, typische Klinkerfassade des Späthistorismus, Stuck- und Kunststeinelemente in kräftigen Formen, ortsentwicklungsgeschichtliche und baugeschichtliche Bedeutung | 09264733 |
|                                         | Mietshaus in geschlossener Bebauung | Arnoldstraße 18 (Karte) | um 1900 (Mietshaus) | Klinkerfassade in späthistoristischer Gestaltung, Kunststeinelemente und reicher Stuckdekor, ortsentwicklungsgeschichtliche und baugeschichtliche Bedeutung | 09261952 |
|                                         | Mietshaus in geschlossener Bebauung und in Ecklage | Arnoldstraße 19 (Karte) | 1902–1903 (Mietshaus) | Putz-Klinker-Fassade, ortsentwicklungsgeschichtliche und baugeschichtliche Bedeutung | 09262354 |
|                                         | Mietshaus in geschlossener Bebauung | Arnoldstraße 20 (Karte) | um 1900 (Mietshaus) | mit Laden, späthistoristische Klinkerfassade mit Kunststeinelementen und barockisierendem Stuckdekor (Kartuschen und Girlanden), ortsentwicklungsgeschichtliche und baugeschichtliche Bedeutung | 09264734 |
|                                         | Mietshaus in geschlossener Bebauung und in Ecklage, ehemals mit Postamt | Arnoldstraße 21 (Karte) | um 1900 (Mietshaus) | reich gestalteter Putzbau in kräftigen Neurenaissanceformen, Putzgliederungen und Kunststeinelemente, straßenbildprägende Gebäudeecke durch risalitartige Gestaltung betont, ortsgeschichtliche und baugeschichtliche Bedeutung | 09264735 |
|                                         | Mietshaus in geschlossener Bebauung und in Ecklage | Arnoldstraße 22 (Karte) | bezeichnet 1904 (Mietshaus) | mit Läden, ansprechend gestaltete Putz-Klinker-Fassade in vorwiegend vegetabilen Jugendstilformen, Kunststeinelemente, Stuck- und Malereidekor, Gebäudeecke durch Schweifgiebel hervorgehoben, ortsentwicklungsgeschichtliche und baugeschichtliche Bedeutung | 09264736 |
|                                         | Mietshaus in geschlossener Bebauung und Hinterhaus | Arnoldstraße 23 (Karte) | um 1900 (Mietshaus) | mit Läden, späthistoristische Klinkerfassade mit Kunststeinelementen und Stuckdekor, Hinterhaus Putzbau mit Pultdach, ortsentwicklungsgeschichtliche und baugeschichtliche Bedeutung | 09264737 |
|                                         | Mietshaus in geschlossener Bebauung und in Ecklage | Arnoldstraße 24 (Karte) | 1905 (Mietshaus) | mit Eckladen, Putzfassade mit Putzgliederungen und Putzdekor, Eckbetonung durch Erker, an der Hauptfront zur Arnoldstraße ein zweiter, asymmetrisch angeordneter Erker, ortsentwicklungsgeschichtliche und baugeschichtliche Bedeutung | 09264738 |
|                                         | Mietshaus in geschlossener Bebauung | Arnoldstraße 25 (Karte) | 1900 (Mietshaus) | typische Klinkerfassade des Späthistorismus mit Kunststein- und Stuckelementen, äußere Achsen durch kräftige Fensterverdachungen betont, ortsentwicklungsgeschichtliche und baugeschichtliche Bedeutung | 09264740 |
|                                         | Mietshaus in geschlossener Bebauung | Arnoldstraße 26 (Karte) | 1902 (Mietshaus) | mit Laden, Klinkerfassade in späthistoristischer Gestaltung, Fensterrahmungen in Kunststein, ortsentwicklungsgeschichtliche und baugeschichtliche Bedeutung Denkmaltext Im Mai 1902 Bauantrag zur Errichtung eines Wohngebäudes durch Robert Flügel und Ferdinand Sändler. Am 21. Oktober des gleichen Jahres wurde für den von Architekt und Baumeister Curt Willy Schöbel entworfenen Bau die Schlussabnahme beantragt, zeitgleich entstand ein Nebengebäude im Hof (Wasch- und Rollgebäude). Für 1904 ist ein Ladeneinbau nachgewiesen, der im Jahr 1939 im Auftrag von Fleischermeister Hugo Hermann Spengler durch das Baugeschäft von Hugo Dietzschold wieder zurückgebaut wurde. Über verputztem Erdgeschoss mit Nutung liegen drei mit gelben Klinkerblendern verkleidete Geschosse, die durch Betonstein-Fensterrahmungen und ein Stockgesims akzentuiert werden. Zur erhaltenen originalen Ausstattung des historistischen Mietshauses gehören die Jugendstilhaustür, Innentüren und das Treppenhaus mit Ausmalung sowie die Kastenfenster. Der zeit- und ortstypische Miethausbau gehört zu der in großen Teilen erhaltenen historischen Quartierbebauung, die im Zuge der Ortserweiterung ab 1888 entstand und noch heute entscheidend das Erscheinungsbild von Stötteritz prägt. Hierdurch erlangt das Objekt ortsentwicklungsgeschichtliche Aussagekraft. Als charakteristisches Mietshaus der Zeit um 1900 hat es auch einen baugeschichtlichen Zeugniswert. LfD/2013 | 09264741 |
|                                         | Mietshaus in geschlossener Bebauung | Arnoldstraße 27 (Karte) | um 1900 (Mietshaus) | wohl ehemals mit Laden, Putzfassade in zeittypischen späthistoristischen Formen, Kunststeinelemente und teils erneuerter Stuckdekor, ortsentwicklungsgeschichtliche Bedeutung | 09298024 |
|                                         | Mietshaus in geschlossener Bebauung und Werkstattgebäude im Hof | Arnoldstraße 28 (Karte) | um 1900 (Mietshaus) | späthistoristische, aufwändig gestaltete Putzfassade mit Steinelementen in gotisierenden und renaissancistischen Formen, ortsentwicklungsgeschichtliche und baugeschichtliche Bedeutung | 09264742 |
|                                         | Mietshaus in geschlossener Bebauung | Arnoldstraße 29 (Karte) | 1900 (Mietshaus) | malerische Klinkerfassade in späthistoristischer Gestaltung mit kräftigen Kunststeingliederungen, ortsentwicklungsgeschichtliche und baugeschichtliche Bedeutung | 09264743 |
|                                         | Mietshaus in geschlossener Bebauung und in Ecklage | Arnoldstraße 32 (Karte) | 1905 (Mietshaus) | mit Läden, vorwiegend späthistoristisch gestaltete Putzfassade, Einzelelemente im Jugendstil (Hauseingang), Betonung der Gebäudeecke durch schlanken Erker mit Türmchenaufsatz, ortsentwicklungsgeschichtliche und baugeschichtliche Bedeutung | 09264788 |
| Direkt Bild zu diesem Denkmal hochladen | Mietshaus in halboffener Bebauung | Baumeyerstraße 1 (Karte) | 1909–1910 (Mietshaus) | relativ schlichte Klinkerfassade mit Kunststeinelementen, Erdgeschoss sandsteinverkleidet, akzentuierende Gruppierung der Fenster im ersten und zweiten Obergeschoss, ortsentwicklungsgeschichtliche und baugeschichtliche Bedeutung | 09261956 |
| Direkt Bild zu diesem Denkmal hochladen | Mietshaus in geschlossener Bebauung | Baumeyerstraße 2 (Karte) | 1908–1909 (Mietshaus) | ausgewogen proportionierte Putzfassade in Jugendstilformen, Putzgliederungen und Klinkerelemente, ortsentwicklungsgeschichtliche und baugeschichtliche Bedeutung | 09263075 |
| Direkt Bild zu diesem Denkmal hochladen | Mietshaus in halboffener Bebauung | Baumeyerstraße 4 (Karte) | 1914–1915 (Mietshaus) | ehemals mit Laden, leicht abgeknickte, symmetrisch gegliederte Putzfassade mit akzentuierendem Putzdekor im Sinne des Reformstils um 1910/15, ortsentwicklungsgeschichtliche und baugeschichtliche Bedeutung | 09264748 |
|                                         | Mietshaus in halboffener und in Ecklage | Breslauer Straße 1 (Karte) | um 1905 (Mietshaus) | mit Bankfiliale, Putzfassade in geometrisierenden Jugendstilformen, Kunststeinelemente und Stuckdekor, straßenbildprägende Eckbetonung durch breiten, überhöhten Erker mit Schweifgiebel, ortsentwicklungsgeschichtliche und baugeschichtliche Bedeutung | 09263177 |
|                                         | Mietshaus in halboffener Bebauung und in Ecklage | Breslauer Straße 2 (Karte) | um 1885 (Mietshaus) | mit Läden, späthistoristische Putzfassade mit Putzgliederungen und Stuckdekor, ortsentwicklungsgeschichtliche und baugeschichtliche Bedeutung | 09262386 |
|                                         | Mietshaus in halboffener Bebauung | Breslauer Straße 3 (Karte) | um 1905 (Mietshaus) | Klinkerfassade in späthistoristischen Formen mit Jugendstileinschlag, Kunststeinelemente, ortsentwicklungsgeschichtliche und baugeschichtliche Bedeutung | 09262382 |
|                                         | Einfriedung (auf dem Durchgangsgrundstück zu Schönbachstraße 72) | Breslauer Straße 4 (Karte) | um 1895 (Garteneinfriedung) | Klinkermauer mit Toreinfahrt und Leutepforte, ortsentwicklungsgeschichtlich von Bedeutung | 09262385 |
|                                         | Mietshaus in geschlossener Bebauung | Breslauer Straße 5 (Karte) | 1905 (Mietshaus) | reich gegliederte Putzfassade in späthistoristischen Formen, ortsentwicklungsgeschichtliche und baugeschichtliche Bedeutung | 09263164 |
|                                         | Mietshaus in halboffener Bebauung | Breslauer Straße 6 (Karte) | um 1900 (Mietshaus) | späthistoristische Klinkerfassade mit kräftigen Kunststeingliederungen und Stuckdekorationen, ortsentwicklungsgeschichtliche und baugeschichtliche Bedeutung | 09263165 |
| Weitere Bilder                          | Mietshaus in geschlossener Bebauung, Nebengebäude und Fabrikgebäude im Hof | Breslauer Straße 7 (Karte) | um 1905 (Mietshaus) | reiche Klinkerfassade mit Putz- und Stuckdekor in geometrisierenden und vegetabilen Jugendstilformen, zwischen erstem und zweitem Obergeschoss Schmuckfries mit behelmten Masken (vergleiche Breslauer Straße 15), Fabrikgebäude gelber Klinkerbau mit Lisenengliederung, ortsentwicklungsgeschichtliche und baugeschichtliche Bedeutung | 09263166 |
|                                         | Mietshaus in geschlossener Bebauung | Breslauer Straße 8 (Karte) | um 1910 (Mietshaus) | mit Läden, symmetrisch gegliederte Putzfassade im Reformstil um 1910/15, Betonung der Mitte durch Doppelerker mit dazwischenliegenden Loggien, ortsentwicklungsgeschichtliche und baugeschichtliche Bedeutung | 09263175 |
|                                         | Mietshaus in geschlossener Bebauung mit Hofgebäude | Breslauer Straße 9 (Karte) | um 1900 (Mietshaus) | Klinkerfassade mit Kunststeingliederungen in geometrisierenden Jugendstilformen, ortsentwicklungsgeschichtliche und baugeschichtliche Bedeutung | 09263174 |
|                                         | Mietshaus in geschlossener Bebauung | Breslauer Straße 10 (Karte) | um 1915 (Mietshaus) | Putzfassade im Reformstil um 1010/15, Kunststein- und Stuckelemente, äußere Achsen erkerartig vorgewölbt, ortsentwicklungsgeschichtliche und baugeschichtliche Bedeutung | 09263167 |
|                                         | Mietshaus in geschlossener Bebauung | Breslauer Straße 11 (Karte) | um 1905 (Mietshaus) | mit Läden, Putzfassade mit historisierenden Kunststeinelementen und jugendstiligem Stuckdekor, ortsentwicklungsgeschichtliche und baugeschichtliche Bedeutung | 09262383 |
|                                         | Mietshaus in geschlossener Bebauung | Breslauer Straße 12 (Karte) | um 1900 (Mietshaus) | mit Läden, späthistoristische Putz-Klinker-Fassade mit Kunststein- und Stuckelementen, ortsentwicklungsgeschichtliche und baugeschichtliche Bedeutung | 09263168 |
| Weitere Bilder                          | Mietshaus in geschlossener Bebauung mit Pflasterung in Durchfahrt und Hof sowie Fabrikgebäude im Hof mit Schornstein | Breslauer Straße 13 (Karte) | um 1910 (Mietshaus) | Putz-Stein-Fassade in monumentalisierenden Formen der Zeit um 1910/15, Gliederung durch Blendbögen, im dritten Obergeschoss Säulenarkatur als Fensterrahmung, im Hof breit gelagertes Fabrikgebäude in gelber Klinkerarchitektur mit Lisenengliederung, ortsentwicklungsgeschichtliche und baugeschichtliche Bedeutung | 09263169 |
|                                         | Mietshaus in geschlossener Bebauung | Breslauer Straße 14 (Karte) | um 1900 (Mietshaus) | mit Laden, späthistoristische Klinkerfassade mit Kunststein- und Stuckelementen, ortsentwicklungsgeschichtliche und baugeschichtliche Bedeutung | 09262381 |
|                                         | Mietshaus in geschlossener Bebauung mit Hofpflasterung | Breslauer Straße 15 (Karte) | um 1905 (Mietshaus) | reiche Klinkerfassade mit Putz- und Stuckdekor in geometrisierenden und vegetabilen Jugendstilformen, zwischen erstem und zweitem Obergeschoss Schmuckfries mit behelmten Masken (vgl. Breslauer Straße 7), ortsentwicklungsgeschichtliche und baugeschichtliche Bedeutung | 09263170 |
|                                         | Mietshaus in geschlossener Bebauung | Breslauer Straße 16 (Karte) | um 1900 (Mietshaus) | Klinkerfassade in kräftigen, späthistoristischen Formen, mit Kunststein- und Stuckelementen, ortsentwicklungsgeschichtliche und baugeschichtliche Bedeutung | 09262380 |
|                                         | Mietshaus in ehemals geschlossener Bebauung | Breslauer Straße 17 (Karte) | um 1905 (Mietshaus) | ehemals mit Laden, späthistoristische Klinkerfassade mit Kunststeinelementen, ortsentwicklungsgeschichtliche und baugeschichtliche Bedeutung | 09262384 |
|                                         | Mietshaus in geschlossener Bebauung | Breslauer Straße 18 (Karte) | um 1900 (Mietshaus) | zeittypische, späthistoristische Klinkerfassade in kräftigen Formen, mit Kunststein- und Stuckelementen, ortsentwicklungsgeschichtliche und zeitgeschichtliche Bedeutung | 09262379 |
|                                         | Mietshaus in geschlossener Bebauung | Breslauer Straße 20 (Karte) | 1895 (Mietshaus) | gelbe Klinkerfassade in späthistoristischen Formen, Gliederungen in Kunststein und braunen Klinkern, ortsentwicklungsgeschichtliche und baugeschichtliche Bedeutung | 09263171 |
|                                         | Mietshaus in geschlossener Bebauung | Breslauer Straße 22 (Karte) | um 1900 (Mietshaus) | mit Laden, Klinkerfassade in vorwiegend späthistoristischen Formen, Kunststeingliederungen und Stuckdekor, dieser teils mit Jugendstileinschlag, ortsentwicklungsgeschichtliche und baugeschichtliche Bedeutung | 09263172 |
|                                         | Mietshaus in ehemals geschlossener Bebauung | Breslauer Straße 23 (Karte) | um 1900 (Mietshaus) | späthistoristische Klinkerfassade mit Kunststeinelementen, ortsentwicklungsgeschichtliche und baugeschichtliche Bedeutung | 09263173 |
|                                         | Mietshaus in geschlossener Bebauung | Breslauer Straße 24 (Karte) | um 1900 (Mietshaus) | malerisch gestaltete Putzfassade in späthistoristischen Formen, Kunststeinelemente und Zierfachwerk, ortsentwicklungsgeschichtliche und baugeschichtliche Bedeutung | 09262558 |
|                                         | Mietshaus in geschlossener Bebauung | Breslauer Straße 25 (Karte) | um 1905 (Mietshaus) | Klinkerfassade mit Jugendstilanklängen, Kunststein- und Klinkergliederungen, ortsentwicklungsgeschichtliche und baugeschichtliche Bedeutung | 09262378 |
|                                         | Mietshaus in geschlossener Bebauung | Breslauer Straße 26 (Karte) | um 1900 (Mietshaus) | Klinkerfassade in kräftigen späthistoristischen Formen, Kunststeinelemente, teils jugendstiliger Dekor, ortsentwicklungsgeschichtliche und baugeschichtliche Bedeutung | 09262377 |
|                                         | Mietshaus in geschlossener Bebauung und Hofgebäude | Breslauer Straße 27 (Karte) | um 1900 (Mietshaus) | Vorderhaus mit Laden, späthistoristische Klinkerfassade mit Kunststein- und Klinkergliederungen sowie Stuckdekor, ortsentwicklungsgeschichtliche und baugeschichtliche Bedeutung | 09294791 |
|                                         | Mietshaus in geschlossener Bebauung | Breslauer Straße 28 (Karte) | um 1900 (Mietshaus) | Klinkerfassade in kräftigen Formen des Späthistorismus, Kunststein- und Klinkergliederungen, ortsentwicklungsgeschichtliche und baugeschichtliche Bedeutung | 09262376 |
|                                         | Doppelmietshaus (Breslauer Straße 29 und Weißestraße 13) in geschlossener Bebauung und in Ecklage | Breslauer Straße 29 (Karte) | 1900 (Doppelmietshaus) | Klinkerfassade des ausgehenden Historismus mit Jugendstilanklängen, reiche Putz-, Klinker- und Kunststeingliederung, Eck- und Seitenrisalite mit Schaugiebeln, Ecktürmchen, drei Läden, straßenbildprägend, ortsentwicklungsgeschichtlich und baugeschichtlich von Bedeutung | 09263209 |
|                                         | Mietshaus in geschlossener Bebauung und in Ecklage | Breslauer Straße 30 (Karte) | um 1895 (Mietshaus) | späthistoristische Klinkerfassade mit Kunststeinelementen, verbrochene Ecke mit Balkons, Eckladen, jüngerer Dachaufbau, ortsentwicklungsgeschichtliche und baugeschichtliche Bedeutung | 09262374 |
|                                         | Mietshaus in geschlossener Bebauung | Breslauer Straße 31 (Karte) | um 1900 (Mietshaus) | Klinkerfassade in späthistoristischer Gestaltung, Kunststein- und Klinkergliederungen sowie Stuckdekor, ortsentwicklungsgeschichtliche und baugeschichtliche Bedeutung | 09263162 |
|                                         | Mietshaus in halboffener Bebauung und in Ecklage | Breslauer Straße 32 (Karte) | um 1900 (Mietshaus) | Klinkerfassade in konventionellen, späthistoristischen Formen, Kunststein-, Putz- und Klinkergliederungen, Eckladen, ortsentwicklungsgeschichtliche Bedeutung | 09262375 |
|                                         | Mietshaus in geschlossener Bebauung | Breslauer Straße 34 (Karte) | um 1900 (Mietshaus) | späthistoristische Klinkerfassade mit Klinker-, Kunststein- und Stuckgliederungen, Laden, ortsentwicklungsgeschichtliche und baugeschichtliche Bedeutung | 09262373 |
|                                         | Mietshaus in geschlossener Bebauung | Breslauer Straße 36 (Karte) | um 1900 (Mietshaus) | Klinkerfassade in späthistoristischen Formen mit Kunststeingliederungen und teils jugendstiligem Stuckdekor, ortsentwicklungsgeschichtliche und baugeschichtliche Bedeutung | 09262372 |
|                                         | Mietshaus in geschlossener Bebauung | Breslauer Straße 38 (Karte) | um 1900 (Mietshaus) | späthistoristische Klinkerfassade mit Kunststein- und Putzgliederungen sowie Stuckdekorationen, ehemals zwei Läden, ortsentwicklungsgeschichtliche und baugeschichtliche Bedeutung | 09262371 |
|                                         | Mietshaus in geschlossener Bebauung | Breslauer Straße 40 (Karte) | um 1900 (Mietshaus) | konventionell gestaltete, späthistoristische Klinkerfassade mit Kunststeinelementen und teils jugendstiligem Stuckdekor, ortsentwicklungsgeschichtliche Bedeutung | 09262370 |
|                                         | Doppelmietshaus (Breslauer Straße 42 und Ferdinand-Jost-Straße 8) in geschlossener Bebauung und in Ecklage | Breslauer Straße 42 (Karte) | um 1910 (Doppelmietshaus) | rhythmisch gegliederte Putzfassade über Rustikasockel, reicher Putzdekor in Formen des Jugendstil und der Reformarchitektur um 1910, Eckbetonung durch Erker, Eckladen, ortsentwicklungsgeschichtliche und baugeschichtliche Bedeutung | 09263156 |
|                                         | Mietshaus in halboffener Bebauung | Breslauer Straße 43 (Karte) | um 1910 (Mietshaus) | Putzfassade im Reformstil um 1910/15, Putzgliederungen und aufwändiger Putzdekor, girlandentragende Putten darstellend, ortsentwicklungsgeschichtliche und baugeschichtliche Bedeutung | 09261942 |
|                                         | Mietshaus in geschlossener Bebauung | Breslauer Straße 43a (Karte) | um 1915 (Mietshaus) | originell gestaltete Putzfassade im Reformstil um 1910/15, bewegtes Fassadenrelief mit kräftigem Putz- und Kunststeingliederungen, ortsentwicklungsgeschichtliche und baugeschichtliche Bedeutung | 09261943 |
|                                         | Mietshaus in geschlossener Bebauung | Breslauer Straße 43b (Karte) | um 1910 (Mietshaus) | Putzfassade im Reformstil um 1910/15, akzentuierende Putz- und Kunststeingliederungen, äußere Achsen erkerartig vorgewölbt, asymmetrischer Zwerchgiebel, ortsentwicklungsgeschichtliche und baugeschichtliche Bedeutung | 09261944 |
|                                         | Mietshaus in halboffener Bebauung und in Ecklage | Breslauer Straße 43c (Karte) | um 1910 (Mietshaus) | mit Eckladen, Putzfassade im Sinne der Reformarchitektur um 1910/15, Lisenengliederung, turmartiger Eckerker, äußere Achsen leicht verspringend und mit Zwerchhäuschen abgeschlossen, ortsentwicklungsgeschichtliche und baugeschichtliche Bedeutung | 09291163 |
|                                         | Mietshaus in geschlossener Bebauung | Breslauer Straße 44 (Karte) | um 1905 (Mietshaus) | sich vom Historismus abwendende Putzfassade mit Jugendstildekor, Kunststein- und Putzgliederungen, zwei symmetrisch angeordnete Kastenerker, Nachbarhaus Nummer 46 in gleicher Gestaltung, ortsentwicklungsgeschichtliche und baugeschichtliche Bedeutung | 09261941 |
|                                         | Doppelmietshaus in offener Bebauung und Hofpflaster bei Nr. 45a | Breslauer Straße 45a; 45b (Karte) | um 1910 (Mietshaus) | Putzfassade im Reformstil um 1910/15, rhythmisierende Gliederung durch erkerartige vergewölbte Achsen, akzentuierender Dekor, teils vegetabil und figürlich, im Dachbereich Mittenbetonung durch großes Dachhaus, ortsentwicklungsgeschichtliche und baugeschichtliche Bedeutung | 09263196 |
|                                         | Mietshaus in geschlossener Bebauung | Breslauer Straße 46 (Karte) | um 1905 (Mietshaus) | sich vom Historismus abwendende Putzfassade mit Jugendstildekor, Kunststein- und Putzgliederungen, zwei symmetrisch angeordnete Kastenerker, Nachbarhaus Nummer 44 in gleicher Gestaltung, ortsentwicklungsgeschichtliche und baugeschichtliche Bedeutung | 09261940 |
|                                         | Mietshaus in offener Bebauung und in Ecklage | Breslauer Straße 47 (Karte) | 1910 (Mietshaus) | anspruchsvoll gestaltete Putzfassade im Reformstil um 1910/15, Putzgliederungen und akzentuierender Putzdekor, verschiedene Erker, auch als Eckbetonung, darüber Zwerchhaus mit Dreieckgiebel, ortsentwicklungsgeschichtliche und baugeschichtliche Bedeutung | 09263195 |
|                                         | Mietshaus in geschlossener Bebauung und in Ecklage | Breslauer Straße 48 (Karte) | um 1910 (Mietshaus) | Putzfassade über Rustikasockel, mit Kunststein- und Putzgliederungen, Fassadendekor teils jugendstilig, teils im Reformstil um 1910/15, drei Erker, unter anderem als Eckbetonung, Läden, ortsentwicklungsgeschichtliche und baugeschichtliche Bedeutung | 09263188 |
|                                         | Mietshaus in geschlossener Bebauung und in Ecklage, mit Einfriedung | Breslauer Straße 49 (Karte) | 1909–1913 (Mietshaus) | abwechslungsreich gestalteter Putzbau im Reformstil um 1910/15, Kunststein- und Putzgliederungen, akzentuierender, teils figürlicher Dekor und vielfältige Dachlandschaft, ortsentwicklungsgeschichtliche und baugeschichtliche Bedeutung Denkmaltext Im Oktober 1909 legte Architekt Oscar George im Auftrag von Paul Lindner und Fleischermeister Otto Künniger Pläne für ein Gebäude mit dem Nachbargrundstück Nummer 51 vor, 1910 und 1912 erfolgte jeweils eine Überarbeitung der Entwürfe durch den Architekten Richard Runge aus Oetzsch. Schließlich kam es zur Ausführung des dreigeschossigen “Landhauses als Hälfte eines Doppelhauses” für den Großdeubener Fleischermeister Karl Lindner. Die Schlussrevision datiert vom 6. Februar 1913, ein Umbau im Erdgeschoss fand 1952 statt. Umbau, Sanierung, Balkonneubau 1997–1998 für IBAC GmbH Leipzig bzw. Johannes Heinze nach Planvorlagen von Architekt Andreas Leipold aus Altenhain. Ein die Ecke betonender Polygonalerker mit gedrungener Haube, sowie zwei weitere Erker gliedern neben einer vielfältigen Dachlandschaft und einem mit Reliefs geschmückten Portal des Hauseinganges den verputzten Reformstilbau, dessen Ausstattung weitgehend erhalten ist (u. a. Innentüren, Stuck, Parkett und Dielung). Ortsteilentwicklungsgeschichtlich bemerkenswert ist, dass die konzipierte Lausicker Straße an der Kreuzung hier eine Unterbrechung besitzt, baugeschichtlich von Interesse. LfD/2012 | 09263189 |
|                                         | Mietshaus in geschlossener Bebauung | Breslauer Straße 50 (Karte) | um 1910 (Mietshaus) | Putzfassade im Sinne des Reformstils um 1910/15, Kunststeinelemente und Putzdekor, jüngerer Dachausbau, ortsentwicklungsgeschichtliche und baugeschichtliche Bedeutung | 09263190 |
|                                         | Wohnhaus in halboffener Bebauung | Breslauer Straße 51 (Karte) | um 1865 (Wohnhaus) | schlichter, vorstädtisch geprägter Putzbau, Mittelrisalit und ausgebautes Krüppelwalmdach, ortsentwicklungsgeschichtliche Bedeutung | 09264819 |
|                                         | Mehrfamilienhaus mit Einfriedung und Vorgarten | Breslauer Straße 51a (Karte) | um 1930 (Mietshaus) | Putzbau in den typischen Formen der Zeit um 1930, verhaltene Anklänge des Neuen Bauens, ortsentwicklungsgeschichtliche und baugeschichtliche Bedeutung | 09262439 |
|                                         | Villa mit Einfriedung und Garten | Breslauer Straße 51b (Karte) | um 1910 (Villa) | Putzbau im Reformstil um 1910/15, straßenseitig Zwerchhäuschen mit Putzrelief im Giebel, ortsentwicklungsgeschichtliche und baugeschichtliche Bedeutung | 09296827 |
|                                         | Mietshaus in geschlossener Bebauung | Breslauer Straße 52 (Karte) | um 1910 (Mietshaus) | symmetrische Putzfassade mit kräftiger Gliederung im Reformstil um 1910/15, polygonale Erker zwischen stark vortretenden Wandvorlagen, ortsentwicklungsgeschichtliche und baugeschichtliche Bedeutung | 09263192 |
|                                         | Mietshaus in geschlossener Bebauung, Putzfassade im Reformstil um 1910/15 mit Bogengliederungen und Putzdekor, ortsentwicklungsgeschichtliche und baugeschichtliche Bedeutung | Breslauer Straße 54 (Karte) | vor 1910 (Mietshaus) | | 09263193 |
|                                         | Villa mit Garten | Breslauer Straße 55 (Karte) | 1898–1899 (Villa) | Putzbau in späthistoristischen Formen, Kunststeinelemente, straßenseitig Seitenrisalit mit steilem Dreieckgiebel und hölzerner Balkonanlage, Teil der Villenkolonie Marienhöhe, ortsentwicklungsgeschichtliche und baugeschichtliche Bedeutung Denkmaltext Prokurist Gustav Adolf Gräfe aus Stötteritz gab Pläne für ein auf der Marienhöhe neu zu errichtendes Landhaus bei Architekt Gl..mann [Gleitsmann?] 1898 in Auftrag, die Endabnahme erfolgte im Mai 1899. Frau Ida Fischer ließ im Herbst des Jahres 1917 das Dachgeschoss zu Wohnzwecken umbauen, Sanierung 1996. Eine bewegte Dachlandschaft (Schieferdeckung) mit Mansarde, Zwerchgiebeln und stehenden Gauben schließt das Gebäude ab und prägt den kleinen verputzten, inmitten eines Gartens frei stehenden Historismusbau im Stötteritzer Villenviertel. Die Fenster sind mit gegossenen Betonsteinelementen gerahmt. Elegant ist straßenseitig eine hölzerne Balkonanlage vorgestellt. Baugeschichtlich bemerkenswerter Privatwohnungbau im Stötteritzer Villenviertel, Dokument der Ortsentwicklungsgeschichte. LfD/2012 | 09262438 |
|                                         | Mietshaus in halboffener Bebauung und in Ecklage | Breslauer Straße 56 (Karte) | um 1910 (Mietshaus) | breitgelagerter Putzbau im Reformstil um 1910/15, Putzdekor, Gebäudeecke akzentuierend überhöht und mit Erker versehen, zwei weitere Erker seitlich, ehemals Eckladen, ortsentwicklungsgeschichtliche und baugeschichtliche Bedeutung | 09263194 |
|                                         | Mietshaus in offener Bebauung und in Ecklage | Breslauer Straße 56a (Karte) | um 1910 (Mietshaus) | abwechslungsreich gegliederter Putzbau im Reformstil um 1910/15, Fassadenbild durch Putznutung und Putzdekor geprägt, mehrere Erker und Schmuckgiebel, ortsentwicklungsgeschichtliche und baugeschichtliche Bedeutung | 09264893 |
|                                         | Mietvilla mit Einfriedung und Vorgarten | Breslauer Straße 57 (Karte) | 1914 (Mietvilla) | kubischer Putzbau im Reformstil um 1910/15, akzentuierender Putzdekor, an der seitlichen Loggia mit Art-déco-Anklängen, Teil der Villenkolonie Marienhöhe, ortsentwicklungsgeschichtliche und baugeschichtliche Bedeutung Denkmaltext Zunächst wird im Dezember 1898 eine Villa beantragt von Lehrer Gustav Reinhold Lehmann, die jedoch nicht zur Ausführung gelangt. Auch der Antrag für ein Doppelwohnhaus 1902 unter Beteiligung von Architekt Theodor George bleibt unausgeführt. Erst 1914 wird auf dem Grundstück ein freistehendes Wohnhaus für den Fabrikanten Robert Große errichtet. Die Bauleitung übernahm Baumeister und Architekt Ernst Steinkopf, dem als Ausführender der Baumeister Artur Müller zur Seite stand. Pro Etage war eine Wohnung konzipiert, die Waschküche im Keller eingerichtet. 1997 Ausreichung der denkmalschutzrechtlichen Genehmigung für die Sanierung. Prägend für den kompakten Baukörper ist das verschindelte Mansardgeschoss sowie der straßenseitig angeordnete Standerker mit großzügiger Durchfensterung, der linksseitige Anbau mit dem Hauseingang ist aus der vorderen Flucht zurück gesetzt. Ausstattung und Einfriedung sind erhalten. Der kubische Putzbau im Reformstil mit akzentuierendem Putzdekor, an der seitlichen Loggia mit Art-déco-Anklängen, als Teil der Villenkolonie Marienhöhe baugeschichtlich und ortsentwicklungsgeschichtlich von Bedeutung. LfD/2013 | 09263182 |
|                                         | Doppelmietshaus in offener Bebauung | Breslauer Straße 58; 60 (Karte) | bezeichnet 1908 (Doppelmietshaus) | symmetrisch gegliederte Putzfassade im Reformstil um 1910, Kunststeinelemente und teils jugendstiliger Putzdekor, ortsentwicklungsgeschichtliche und baugeschichtliche Bedeutung | 09263197 |
|                                         | Wohnhaus in offener Bebauung, mit Resten der Einfriedung, Pflasterung der Garagenzufahrt und Hausgarten | Breslauer Straße 59 (Karte) | 1934–1935 (Wohnhaus) | ansprechend gestalteter Putzbau mit Klinker- und Porphyrtuffelementen, an der Straßenseite Treppenhausrisalit als Mittenbetonung, Garten mit orthogonalem Wegesystem, Teil der Villenkolonie Marienhöhe, ortsentwicklungsgeschichtliche und baugeschichtliche Bedeutung Denkmaltext Kaufmann Willy Hillemann nimmt den Architekten und Baumeister Fritz Willy Kiesshauer unter Vertrag für die Entwurfszeichnungen zu einem Dreifamilienhaus mit Doppelgarage im Keller, der Ausführungszeitraum liegt zwischen Juli 1934 und März 1935. Baumeister Arthur Friedrich besorgt die bauliche Umsetzung. Prägend für den verputzten, kompakt wirkenden Bau ist ein vorgelagerter Treppenhausrisalit mit schmalem Fensterband und ein hohes, steiles Walmdach. Zusätzlich charakterisieren dem Zeitgeschmack verpflichtete Elemente, wie eiserne Fenstergitter und durch Eisenklinker und Rochlitzer Porphyrtuffplatten gerahmter Hauseingang den privat initiierten Wohnungsbau. Für den Vorgarten ist von Seiten der Bauordnungsbehörde verfügt, das dieser “als Ziergarten anzulegen und als solcher dauerhaft zu unterhalten” ist. Das Grundstück ist Bestandteil des qualitätvollen Stötteritzer Villenquartiers und besitzt baugeschichtlichen sowie einen ortsentwicklungsgeschichtlichen Wert. Von Zeugnigswert ist die schlichte, in ihrer Gestaltung erhaltene Gartengestaltung. LfD/2013 | 09263183 |
|                                         | Wohnhaus in offener Bebauung, mit Pflasterung der Garageneinfahrt und Hausgarten mit Gartenpavillon | Breslauer Straße 61 (Karte) | 1925–1926 (Wohnhaus), 1968 (Gartenpavillon) | qualitätvoller, villenartiger Putzbau mit Fassadenschmuck im Art déco, verschiedene Anbauten, eingangsseitige Gebäudeecke mit Kunststeinplastik Kinderpaar, im Garten Springbrunnen, Teil der Villenkolonie Marienhöhe, architekturhistorisch, ortsentwicklungsgeschichtlich und gartengeschichtlich von Bedeutung Denkmaltext Kaufmann Bruno Jahn beauftragte Anfang des Jahres 1925 Baumeister und Architekt Ernst Steinkopf mit der Anfertigung von Plänen nebst statischen Berechnungen und den Bauunternehmer Franz Wendt mit deren Ausführung für ein Einfamilienwohnhaus. Am 6. Mai 1925 erfolgte die Schlussprüfung. Im Garten kam “in der hinteren linken Grundstücksecke” ein erhöhter “Sitzplatz mit offener Laube, welche nach den beiden Grenzen zu verglast werden soll”, mit pittoreskem Glockendach zur Ausführung. Der verputzte Landhausbau entstand auf einem ehemaligen Sandgrubengelände, wodurch sich aufwändigere Gründungsarbeiten notwendig machten. Art-Déco-Formen charakterisieren die Fassaden und insbesondere das Giebelfeld des Dachhauses, seitlich links der Hauszugang. Im Erdgeschoss neben Funktionsräumen das Speisezimmer mit Balkonaustritt, Musiksalon mit Austritt und Herrenzimmer. Das Obergeschoss nahm Eltern-, Sohn- und Tochterschlafzimmer sowie einen Schrankraum auf, ein Fremdenzimmer und gen Osten gerichtet das Frühstückszimmer mit Austritt. Garage, Waschhaus, Plätt- und Mangelstube wurden im Keller eingebaut und die Mädchenkammer im Dachgeschoss. Zum Denkmalbestand des Anwesens gehört auch der räumlich sehr gut gegliederte Garten mit zwei Gartenebenen, Springbrunnen und dem oben genannten Pavillon. Die Gartenanlage bildet mit dem Wohnhaus eine Einheit von Denkmalwert und ist ein charakteristisches Beispiel für einen Wohngarten im architektonischen Stil. Für sich genommen und als Teil des Stötteritzer Villenviertels verkörpert das noble Art-Déco-Privathaus einen architekturhistorischen, ortsteilentwicklungsgeschichtlichen und gartengeschichtlichen Aussagewert. LfD/2012 | 09263184 |
|                                         | Mietshaus in halboffener Bebauung und in Ecklage, mit Vorgarten | Breslauer Straße 62 (Karte) | bezeichnet 1910 (Mietshaus) | abwechslungsreich gegliederte Putzfassade im Reformstil um 1910, mehrere, unterschiedlich gestaltete Erker, Putznutung und Putzdekor, ortsentwicklungsgeschichtliche und baugeschichtliche Bedeutung | 09263185 |
|                                         | Mietshaus in halboffener Bebauung mit Vorgarten und Garage im Kellergeschoss | Breslauer Straße 62a (Karte) | um 1930 (Mietshaus) | Putzbau über Klinkersockel, risalitartiger Vorsprung mit horizontaler Putzstreifengliederung und Loggien, Hauseingang mit Kunststeingewände, ortsentwicklungsgeschichtliche und baugeschichtliche Bedeutung | 09229225 |
|                                         | Wohnhaus in offener Bebauung und in Ecklage, mit Hausgarten | Breslauer Straße 64 (Karte) | 1926 (Wohnhaus) | repräsentativer, kubischer Putzbau in Formen des Art déco, Fassadengestaltung mit Nesterputz und Klinkerelementen, verschiedene Vorbauten, gartenseitig Terrasse mit Wandbrunnen, Garten mit Sitzplatz und altem Gehölzbestand, Teil der Villenbebauung der Marienhöhe, erbaut für Hugo Malsch, Braumeister der Ulrich-Brauerei in Stötteritz, baugeschichtliche und ortsentwicklungsgeschichtliche Bedeutung | 09263186 |
|                                         | Mietvilla mit Einfriedung und Garten | Breslauer Straße 65 (Karte) | um 1900 (Mietvilla) | Putzbau im Landhausstil, Putzgliederungen und Kunststeinelemente, Giebel der Risalite mit Zierfachwerk, Veranda, Teil der Villenkolonie Marienhöhe, ortsentwicklungsgeschichtliche und baugeschichtliche Bedeutung | 09263187 |
|                                         | Villa mit Einfriedung und Garten | Breslauer Straße 68 (Karte) | 1905 (Villa), 1934 (Garteneinfriedung) | kubischer Putzbau, Straßenfront mit Mittelrisalit, davor Standerker mit Balkonabschluss, seitlich und rückwärtig weitere Anbauten, Eckbetonung durch genutete Lisenen, Teil der Villenkolonie Marienhöhe, ortsentwicklungsgeschichtliche und baugeschichtliche Bedeutung Denkmaltext Als Bauherr für das großzügige Villengebäude fungierte die Landhausgesellschaft mbH, namentlich vertreten durch den Architekten George, der auch für die Ausführung unterschrieb. Das Landhaus entstand 1905 innerhalb von sechs Monaten. In den Akten genannte Grundstückseigentümer sind Johannes Theodor Curitz, (ab 1924) Kaufmann Hans Eugen Fröhlich, Fabrikbesitzer Wilhelm Preuss für die Großbuchbinderei GmbH L. Sieke & Co (ab 1926). Nach dem Zweiten Weltkrieg wird das Haus zum Jugendklubhaus unter Betreuung vom Rat des Stadtbezirkes Leipzig Südost, bevor es 1986 wegen baulicher Mängel gesperrt wurde. Im Jahr 2004 Rückbau des Klubhauses in ein Einfamilienhaus. Der heute ebenfalls sanierte Garagenbau entstand 1926 für Wilhelm Preuss unter der Bauleitung von Architekt Max Krämer. Beleg des hochherrschaftlichen Entwurfes ist u. a. die Enfilade im Erdgeschoss, die Terrasse, Salon, Wohnzimmer und Veranda verbindet. Angefügt sind seitlich ein großes Speisezimmer, das Entrée, Treppenhaus sowie ein Herrenzimmer. Von der Veranda führt eine Treppe in den Garten. Zurückhaltend die geglättete Putzfassade mit akzentuiertem Mittelrisalit, der insbesondere durch den weit vorstehenden Standerker im Erdgeschoss und den von Balustergeländer begrenzten Balkon Wirkung erzielt. Zur Ausstattung gehören u. a. Windfangtür, Holztreppe und der hölzerne Kellerverschlag. Baugeschichtlich und ortsteilentwicklungsgeschichtlich bedeutsamer Privatwohnungsbau im Stötteritzer Villenviertel. LfD/2011 | 09262440 |
|                                         | Villa mit Vorgarten und Teile der Einfriedung | Breslauer Straße 70 (Karte) | um 1905 (Villa) | Putzbau in Jugendstilformen, Straßenfront mit Vorlage und halbrundem Standerker, im Segmentgiebel bogiges Dekorfeld, Hauseingang seitlich mit schönem Vorhaus in Holzkonstruktion, Teil der Villenkolonie Marienhöhe, ortsentwicklungsgeschichtliche und baugeschichtliche Bedeutung | 09262561 |
|                                         | Doppelmietshaus in offener Bebauung mit Einfriedung und Vorgarten | Breslauer Straße 72; 74 (Karte) | 1910 (Doppelmietshaus) | kubischer Putzbau im Reformstil um 1910/15, Putzgliederungen, zur Straße breite Vorlage mit Loggien, darüber Dachhaus mit Segmentgiebel, ortsentwicklungsgeschichtliche und baugeschichtliche Bedeutung | 09263178 |
|                                         | Doppelmietshaus in offener Bebauung mit Einfriedung, Garten und Vorgarten | Breslauer Straße 76; 78 (Karte) | um 1910 (Doppelmietshaus) | Putzbau im Reformstil um 1910/15, Putz- und Kunststeingliederungen, an der Straßenfront zwei erkerartige Vorlagen mit Giebelabschlüssen, außenseitig flankiert von schmiedeeisernen Balkonen, ortsentwicklungsgeschichtliche und baugeschichtliche Bedeutung | 09263179 |
|                                         | Mietshaus in halboffener Bebauung und in Ecklage, mit Vorgarten | Breslauer Straße 82 (Karte) | um 1900 (Mietshaus) | malerischer Putzbau im Landhausstil um 1900, Klinker- und Kunststeingliederungen, Zierfachwerk im Traufbereich, Vorlage mit kunstvollem Schwebegiebel und Holzerker, Schablonenmalerei, gestalterische Einheit mit Ludolf-Colditz-Straße 44, straßenbildprägende Lage, ortsentwicklungsgeschichtliche und baugeschichtliche Bedeutung | 09263180 |
|                                         | Mietshaus in halboffener Bebauung mit Vorgarten und Einfriedung | Döbelner Straße 4 (Karte) | 1913–1914 (Mietshaus) | schlichter Putzbau im Reformstil um 1910/15, seitlich verschobener Risalit mit Hauseingang, ortsentwicklungsgeschichtliche und baugeschichtliche Bedeutung Denkmaltext Der Leutzscher Zimmerpolier Karl Rahnefeld wird als Bauherr und Ausführender genannt, Alfred Nitzschke als bauleitender Architekt. Zwischen Dezember 1913 und August 1914 entsteht ein schlichter Reformstilbau mit Putzfassade, jene wird hauptsächlich durch einen zweiachsigen Risalit mit dem Hauszugang sowie Profilgesimsen gegliedert. Neben der originalen Eingangstür mit Oberlicht ist u. a. auch das hölzerne Treppenhaus mit der gediegenen Schablonenmalerei erhalten. Sanierung 1999–2000. Leider nicht mehr erhalten ist die nach den Entwurfszeichnungen qualitätvolle Einfriedung. Am Rand des Erweiterungsgebietes gelegenes Mietshausgebäude mit baugeschichtlichem und ortsteilentwicklungsgeschichtlichem Wert. LfD/2012 | 09304063 |
|                                         | Pfarrhaus in offener Bebauung, mit Einfriedung, Garten mit Gartenlaube | Dorstigstraße 5 (Karte) | 1887–1888 (Pfarrhaus) | Putzbau im Stil der Neurenaissance, Sandsteingliederungen und genutete Ecklisenen, Hauptfront mit Mittelrisalit, Garten mit Solitärbaum (Rosskastanie), ortsgeschichtliche, baugeschichtliche und kirchengeschichtliche Bedeutung | 09264747 |
| Direkt Bild zu diesem Denkmal hochladen | Torpfeiler | Egon-Erwin-Kisch-Weg - (Karte) | 19. Jh. (Toreinfahrt) | hinterer Zugang zur ehemaligen Gaststätte „Napoleonstein“, Putzpfeiler mit Abdeckung und Radabweiser in Naturstein, ortsgeschichtliche Bedeutung | 09263024 |
| Direkt Bild zu diesem Denkmal hochladen | Wohnhaus in offener Bebauung, mit Einfriedung und Hausgarten | Egon-Erwin-Kisch-Weg 2 (Karte) | um 1930 (Wohnhaus) | Putzbau im Stil des Neuen Bauens, aus Kuben zusammengesetzter, gestaffelter Baukörper, Klinkerelemente, baukünstlerische und baugeschichtliche sowie ortsentwicklungsgeschichtliche Bedeutung | 09262761 |
|                                         | Wohnhaus mit Garten und Teilen der Einfriedung | Egon-Erwin-Kisch-Weg 4 (Karte) | 1928–1929 (Wohnhaus), 1929 (Einfriedung) | interessant gestalteter Putzbau über unregelmäßigem Grundriss, schlicht gehaltene Fassaden in traditionellen Formen der 1920er Jahre, Südecke mit Turmanbau, baugeschichtliche und ortsentwicklungsgeschichtliche Bedeutung | 09302223 |
| Direkt Bild zu diesem Denkmal hochladen | Sachgesamtheit Reihenhaussiedlung Egon-Erwin-Kisch-Weg, bestehend aus 32 Wohnhäusern (Nr. 6/8/10/12/14, 9/11, 13/15/17, 16/18/20/22/24, 19/21/23/25/27, 26/28/30/32/34, 29/31/33/35, 37/39/41) als Einzeldenkmale (siehe dazu auch Einzeldenkmalliste Obj. 09294832) mit Anliegerstraße und Platz, Vorgärten, Gärten und Teilen der originalen Einfriedungen sowie zwei rückwärtige Anliegerwege zu den Gärten als Sachgesamtheitsteile | Egon-Erwin-Kisch-Weg 6; 8; 9; 10; 11; 12; 13; 14; 15; 16; 17; 18; 19; 20; 21; 22; 23; 24; 25; 26; 27; 28; 29; 30; 31; 32; 33; 34; 35; 37; 39; 41 (Karte) | 1923–1925 (Siedlung) | städtebaulich einfühlsam gestaltete Siedlung der 1920er Jahre entlang einer im Bogen geführten und in der Mitte zum Platz aufgeweiteten Straße, baugeschichtlich und ortsentwicklungsgeschichtlich von Bedeutung | 09304560 |
| Weitere Bilder                          | Einzeldenkmale der Sachgesamtheit Reihenhaussiedlung Egon-Erwin-Kisch-Weg: 32 Wohnhäuser (Nr. 6/8/10/12/14, 9/11, 13/15/17, 16/18/20/22/24, 19/21/23/25/27, 26/28/30/32/34, 29/31/33/35, 37/39/41, siehe auch Sachgesamtheitsliste Obj. 09304560) | Egon-Erwin-Kisch-Weg 6; 8; 9; 10; 11; 12; 13; 14; 15; 16; 17; 18; 19; 20; 21; 22; 23; 24; 25; 26; 27; 28; 29; 30; 31; 32; 33; 34; 35; 37; 39; 41 (Karte) | 1923–1925 (Siedlung), 1924–1926, Nummer 9/11, 13-17, 16-24, 19-27, 26-34, 2 (Reihenhaus)                                                                                        | in Hausgruppen aufgegliederte Putzbauten mit zurückhaltenden, vom Art déco beeinflussten Schmuckelementen, für die Straßenansicht vor allem die akzentsetzenden Risalite wichtig, Zeugnisse der Siedlungsarchitektur der 1920er Jahre unter dem Einfluss der Gartenstadtbewegung, ortsentwicklungsgeschichtlich und baugeschichtlich von Bedeutung Denkmaltext Im Bogen der Straße IV des Bebauungsplanes „Leipzig-Thonberg – Südost“, Plan Nummer 80 des Gesamtplanes (1917 erarbeitet), wurde 1924 zwischen Schönbach- und Naunhofer Straße eine bogenförmig verlaufende Straße angelegt, die für eine Reihenbebauung vorgesehen und ausgelegt war. Eine Aufweitung der Straße führt zu einer kleinen umfahrbaren Grünfläche, ehemals auch „Die Bohne“ genannt. Für die sogenannte Siedlung Thonberg waren acht Blöcke unterschiedlicher Größe konzipiert, Gruppen von zwei bis fünf Wohnhäusern bildend. Am 31. Mai (Block 3), 11. Juni (Block 1) und 7./8. Juli 1924 (Blöcke 5, 6, 7, 8) wurde der Bauantrag durch das Wohnungsfürsorgeamt der Stadt Leipzig gestellt. Die später überarbeiteten Pläne unterbreitete die Entwurfsabteilung für Wohnhausbauten des Stadterweiterungsamtes, sie tragen die Unterschrift von Stadtbaurat Architekt Carl James Bühring. Für die bauliche Umsetzung unterzeichnete der akademische Architekt und Baumeister Rudolf Peuser, als Inhaber eines Baugeschäfts für Hoch- und Tiefbau, Architektur und Bauausführung. Auf den Antrag zur Schlussabnahme vom 6. Januar 1926 folgte die Schlussprüfung zum 6. Februar, nur Block 3 war bereits im Oktober 1925 abschließend besichtigt. Konzeptionell wurden die Begriffe „Einfamilienhäuser“ und „Kleinhäuser“ verwendet. Die Häuser sind sämtlich verputzt und besitzen zurückhaltende, vom Art déco beeinflusste Schmuckelemente. Für die Straßenfront sind vor allem die akzentsetzenden Risalite, die Zwerchhausgiebel und gemauerten Treppenwangen der Hauseingänge wichtig, ebenso die durch Gauben rhythmisierten Ziegeldächer. Etwa in der Mitte im Verlauf der Straße weitet sich diese zu einer kleinen längsrechteckigen Platzanlage, genannt „Die Bohne“. Gestaltet als Grünfläche sind Hecken um die Rasenflächen gepflanzt, zudem zwei Baumgruppen. Deutlich sprechen städtebauliche Ordnung und architektonische Gestaltung von den Einflüssen der Gartenstadtidee und der Heimatschutzbewegung. Baugeschichtlich und architekturhistorisch von Bedeutung. LfD/2015, 2017 | 09294832 |
|                                         | Mietshaus in geschlossener Bebauung | Ferdinand-Jost-Straße 1 (Karte) | 1902 (Mietshaus) | Klinkerfassade in späthistoristischen Formen, Klinker- und Kunststeingliederungen, teils jugendstiliger Dekor, ortsentwicklungsgeschichtliche und baugeschichtliche Bedeutung | 09264750 |
|                                         | Mietshaus in geschlossener Bebauung | Ferdinand-Jost-Straße 2 (Karte) | um 1905 (Mietshaus) | Putzfassade mit Kunststein- und Putzgliederungen in teils noch historistischen, teils jugendstiligen Formen, ortsentwicklungsgeschichtliche und baugeschichtliche Bedeutung | 09262400 |
|                                         | Mietshaus in geschlossener Bebauung | Ferdinand-Jost-Straße 2a (Karte) | 1909–1910 (Mietshaus, bezeichnet 1910) | Putzfassade mit Kunststein- und Putzgliederungen, vorwiegend Jugendstilformen, ortsentwicklungsgeschichtliche und baugeschichtliche Bedeutung | 09264751 |
|                                         | Mietshaus in geschlossener Bebauung | Ferdinand-Jost-Straße 3 (Karte) | 1903 (Mietshaus) | späthistoristische Klinkerfassade mit Kunststeingliederungen, Laden und Tordurchfahrt, Teil der geschlossenen Bebauung um 1900, ortsentwicklungsgeschichtliche Bedeutung | 09264752 |
|                                         | Mietshaus in geschlossener Bebauung | Ferdinand-Jost-Straße 4 (Karte) | 1910 (Mietshaus) | Putzfassade mit reicher Putz- und Kunststeingliederung in teils jugendstiligen, teils noch späthistoristischen Formen, Teil der geschlossenen Bebauung um 1900, ortsentwicklungsgeschichtliche und baugeschichtliche Bedeutung | 09264753 |
|                                         | Mietshaus in geschlossener Bebauung | Ferdinand-Jost-Straße 5 (Karte) | 1903 (Mietshaus) | späthistoristische Klinkerfassade mit Kunststeingliederungen, Teil der geschlossenen Bebauung um 1900, ortsentwicklungsgeschichtliche und baugeschichtliche Bedeutung | 09264754 |
|                                         | Mietshaus in geschlossener Bebauung, mit Hinterhaus | Ferdinand-Jost-Straße 6 (Karte) | 1906 (Mietshaus) | Putzfassade mit reicher Putz- und Kunststeingliederung in eklektischer Gestaltung, teils gotisierend, teils barockisierend, auch Jugendstilanklänge, Teil der geschlossenen Bebauung um 1900, Hinterhaus Klinkerbau mit Klinkergliederung, wohl ehemals Fabrikgebäude, ortsentwicklungsgeschichtliche und baugeschichtliche Bedeutung | 09264755 |
|                                         | Mietshaus in geschlossener Bebauung | Ferdinand-Jost-Straße 7 (Karte) | 1902 (Mietshaus) | späthistoristische Putzfassade mit reichen Klinker- und Kunststeingliederungen in Formen der Neorenaissance, schmiedeeiserne Maueranker, gestufter Ziergiebel, Teil der geschlossenen Bebauung um 1900, ortsentwicklungsgeschichtliche und baugeschichtliche Bedeutung | 09294790 |
|                                         | Doppelmietshaus (Breslauer Straße 42 und Ferdinand-Jost-Straße 8) in geschlossener Bebauung und in Ecklage | Ferdinand-Jost-Straße 8 (Karte) | um 1910 (Doppelmietshaus) | rhythmisch gegliederte Putzfassade über Rustikasockel, reicher Putzdekor in Formen des Jugendstil und der Reformarchitektur um 1910, Eckbetonung durch Erker, Eckladen, ortsentwicklungsgeschichtliche und baugeschichtliche Bedeutung | 09263156 |
|                                         | Mietshaus in geschlossener Bebauung und in Ecklage | Ferdinand-Jost-Straße 9 (Karte) | 1902 (Mietshaus) | späthistoristische Putzfassade mit reichen Kunststein- und Klinkergliederungen in Formen der Neorenaissance, auch Jugendstilanklänge, Dachbereich mit gestuften Ziergiebeln sowie Türmchenaufsatz über der abgeschrägten Ecke, ehemals mit Laden, Teil der geschlossenen Bebauung um 1900, ortsentwicklungsgeschichtliche und baugeschichtliche Bedeutung | 09264757 |
|                                         | Mietshaus in geschlossener Bebauung | Ferdinand-Jost-Straße 13 (Karte) | um 1900 (Mietshaus) | späthistoristische Klinkerfassade mit Kunststein-, Klinker- und Stuckelementen, Teil der geschlossenen Bebauung um 1900, ortsentwicklungsgeschichtliche und baugeschichtliche Bedeutung | 09262368 |
|                                         | Mietshaus in geschlossener Bebauung | Ferdinand-Jost-Straße 15 (Karte) | um 1895 (Mietshaus) | Klinkerfassade in späthistoristischen Formen, Kunststein-, Klinker- und Stuckelemente, Teil der geschlossenen Bebauung um 1900, ortsentwicklungsgeschichtliche und baugeschichtliche Bedeutung | 09262367 |
|                                         | Mietshaus in ehemals geschlossener Bebauung, mit Fabrikgebäude im Hof, Einfriedung im Hof und Torpfeiler der ehemaligen Zufahrt an der Holzhäuser Straße neben Nr. 51 | Ferdinand-Jost-Straße 16 (Karte) | um 1900 (Mietshaus) | späthistoristische Klinkerfassade mit Kunststein- und Klinkergliederungen, mit Laden und Toreinfahrt, Fabrikgebäude gelber Klinkerbau mit Klinkergliederungen, Pfeiler und Anschlussmauer an der Holzhäuser Straße mit Sockel und markanter Kunststein-Abdeckung des Pfeilers, ortsentwicklungsgeschichtliche und baugeschichtliche Bedeutung | 09264758 |
|                                         | Mietshaus in geschlossener Bebauung | Ferdinand-Jost-Straße 18 (Karte) | um 1910 (Mietshaus) | ehemals mit Laden, Putzfassade mit ornamentaler Putzgliederung im Reformstil um 1910, Teil der geschlossenen Bebauung um 1900, ortsentwicklungsgeschichtliche und baugeschichtliche Bedeutung | 09262369 |
|                                         | Mietshaus in geschlossener Bebauung und in Ecklage | Ferdinand-Jost-Straße 19 (Karte) | um 1905 (Mietshaus) | mit Eckladen, Klinkerfassade im Übergang vom Späthistorismus zum Jugendstil, Kunststeingliederung, Eckladen, Teil der geschlossenen Bebauung um 1900, ortsentwicklungsgeschichtliche und baugeschichtliche Bedeutung | 09262362 |
|                                         | Mietshaus in geschlossener Bebauung und in Ecklage | Ferdinand-Jost-Straße 20 (Karte) | um 1905 (Mietshaus) | Putzfassade mit Putzgliederungen und feinem Jugendstildekor, Eckbetonung durch Erker mit Türmchenaufsatz, Läden, Teil der geschlossenen Bebauung um 1900, ortsentwicklungsgeschichtliche und baugeschichtliche Bedeutung | 09294792 |
|                                         | Mietshaus in geschlossener Bebauung | Ferdinand-Jost-Straße 21 (Karte) | um 1900 (Mietshaus) | späthistoristische Klinkerfassade mit Kunststeingliederungen und teils jugendstiligem Stuckdekor, Teil der geschlossenen Bebauung um 1900, ortsentwicklungsgeschichtliche und baugeschichtliche Bedeutung | 09264759 |
|                                         | Mietshaus in geschlossener Bebauung | Ferdinand-Jost-Straße 22 (Karte) | um 1880 (Mietshaus) | schlichter Putzbau, wohl aus der Zeit vor der Gebietserschließung nach Bebauungsplan, ortsentwicklungsgeschichtliche Bedeutung | 09264760 |
|                                         | Haustür und Innenausstattung eines Mietshauses | Ferdinand-Jost-Straße 23 (Karte) | um 1902 (Tür) | teils reiche Gestaltung im Jugendstil, baugeschichtliche Bedeutung | 09262366 |
|                                         | Mietshaus in geschlossener Bebauung | Ferdinand-Jost-Straße 24 (Karte) | 1910 (Mietshaus) | ansprechende Putzfassade im Reformstil um 1910, teils auch Jugendstildekor, in den Außenachsen angedeutete Erker, ortsentwicklungsgeschichtliche und baugeschichtliche Bedeutung | 09264763 |
|                                         | Mietshaus in geschlossener Bebauung | Ferdinand-Jost-Straße 24a (Karte) | bezeichnet 1909 (Mietshaus) | Putzfassade im Reformstil um 1910/15, Putzgliederungen und Putzdekor, leicht aus der Mitte verschobener Kastenerker mit genuteten Eckstreifen, einseitig Balkone anschließend, Tordurchfahrt, ortsentwicklungsgeschichtliche und baugeschichtliche Bedeutung | 09264764 |
| Weitere Bilder                          | Mietshaus in geschlossener Bebauung mit Waschhaus | Ferdinand-Jost-Straße 25 (Karte) | um 1895 (Mietshaus) | späthistoristische Klinkerfassade mit Kunststeingliederungen und Stuckdekor in kräftigen Formen, Teil der geschlossenen Bebauung um 1900, ortsentwicklungsgeschichtliche und baugeschichtliche Bedeutung | 09261948 |
|                                         | Mietshaus in geschlossener Bebauung | Ferdinand-Jost-Straße 26 (Karte) | 1911 (Mietshaus) | relativ schlichte Putzfassade im Reformstil um 1910, Putzgliederungen, mittig angeordnetes Zwerchhäuschen mit Dreieckgiebel und Voluten, ortsentwicklungsgeschichtliche und baugeschichtliche Bedeutung | 09264762 |
|                                         | Mietshaus in geschlossener Bebauung mit Waschhaus | Ferdinand-Jost-Straße 27 (Karte) | bezeichnet 1899 (Mietshaus) | Klinkerfassade mit Stein- und Stuckelementen in kräftigen Formen des Späthistorismus, Teil der geschlossenen Bebauung um 1900, ortsentwicklungsgeschichtliche und baugeschichtliche Bedeutung | 09261949 |
|                                         | Mietshaus in geschlossener Bebauung | Ferdinand-Jost-Straße 28 (Karte) | bezeichnet 1911 (Mietshaus) | Putzfassade im Reformstil um 1910, Putzgliederungen und akzentuierender Putzdekor, ortsentwicklungsgeschichtliche und baugeschichtliche Bedeutung | 09264761 |
|                                         | Mietshaus in geschlossener Bebauung | Ferdinand-Jost-Straße 29 (Karte) | um 1900 (Mietshaus) | späthistoristische Klinkerfassade mit kräftigen Kunststein- und Stuckgliederungen, mit Tordurchfahrt, Teil der geschlossenen Bebauung um 1900, ortsentwicklungsgeschichtliche und baugeschichtliche Bedeutung | 09261950 |
|                                         | Mietshaus in geschlossener Bebauung | Ferdinand-Jost-Straße 30 (Karte) | 1901–1902 (Mietshaus) | Klinkerfassade in späthistoristischer Gestaltung mit Kunststein- und Stuckelementen, Tordurchfahrt, Teil der geschlossenen Bebauung um 1900, ortsentwicklungsgeschichtliche und baugeschichtliche Bedeutung | 09264765 |
|                                         | Mietshaus in geschlossener Bebauung mit Tordurchfahrt | Ferdinand-Jost-Straße 32 (Karte) | 1902 (Mietshaus) | späthistoristische Klinkerfassade mit jugendstiligem Einschlag, Klinker- und Stuckgliederungen, Teil der geschlossenen Bebauung um 1900, ortsentwicklungsgeschichtliche und baugeschichtliche Bedeutung | 09264766 |
|                                         | Doppelmietshaus (Arnoldstraße 13 und Ferdinand-Jost-Straße 34) in halboffener Bebauung und in Ecklage mit umliegendem Gehwegpflaster | Ferdinand-Jost-Straße 34 (Karte) | 1905 (Mietshaus) | imposanter Neurenaissancebau, anspruchsvolle Fassadengestaltung mit rustizierter Sandsteinverblendung im Erd- und erstem Obergeschoss, darüber Putzbereiche mit steinernen Gliederungen, exponierte Ecklage durch Erker betont, Läden, um das Gebäude aufwändiges Mosaikpflaster, ortsentwicklungsgeschichtliche, baukünstlerische und baugeschichtliche Bedeutung | 09264731 |
|                                         | Mietshaus in geschlossener Bebauung und in Ecklage | Ferdinand-Jost-Straße 35 (Karte) | 1907 (Mietshaus) | imposanter Jugendstilbau, Putzfassade mit Kunststein- und Putzgliederungen, Masken- und Girlandenschmuck, Eckbetonung durch Erker, darüber attikaartiger Dachausbau, Läden, ortsentwicklungsgeschichtliche und baugeschichtliche Bedeutung | 09264767 |
|                                         | Mietshaus in ehemals geschlossener Bebauung | Ferdinand-Jost-Straße 36 (Karte) | 1886 (Mietshaus) | historistische Putzfassade mit Putz- und Stuckgliederung, ortsentwicklungsgeschichtliche Bedeutung | 09264768 |
|                                         | Mietshaus in geschlossener Bebauung | Ferdinand-Jost-Straße 37 (Karte) | 1906 (Mietshaus) | Putzfassade im Jugendstil, Putzgliederungen und Stuckdekor, ortsentwicklungsgeschichtliche und baugeschichtliche Bedeutung | 09264769 |
|                                         | Mietshaus in geschlossener Bebauung mit angebautem Nebengebäude im Hof | Ferdinand-Jost-Straße 38 (Karte) | 1887 (Mietshaus) | historistische Putzfassade mit Sandstein- und Stuckelementen, Laden, angebautes Hofgebäude Fachwerkbau mit Klinkerausfachung, ortsentwicklungsgeschichtliche und baugeschichtliche Bedeutung | 09264770 |
|                                         | Mietshaus in geschlossener Bebauung | Ferdinand-Jost-Straße 39 (Karte) | 1906 (Mietshaus) | Klinkerfassade im Jugendstil, Kunststein- und Putzgliederungen, Vorlage mit Tordurchfahrt und Laden, darüber Doppelerker, ortsentwicklungsgeschichtliche und baugeschichtliche Bedeutung | 09264771 |
|                                         | Mietshaus in geschlossener Bebauung | Ferdinand-Jost-Straße 40 (Karte) | 1887 (Mietshaus) | Putzfassade mit Putz- und Sandsteingliederungen, eines der frühesten Gebäude im gründerzeitlichen Ortserweiterungsgebiet, ortsentwicklungsgeschichtliche und baugeschichtliche Bedeutung Denkmaltext Im Jahr 1887 entstand am damaligen Schulweg für und durch Ziegeleibesitzer Franz Fölgner der dreigeschossige Mietshausbau mit ausgebautem Mansardgeschoss nach Entwurf von Maurermeister Heinrich Walther auf einem Grundstück, das zuvor Gärtnereibesitzer Ludwig gehört hatte. Freistehend im Hof ein gleichzeitig erbautes Nebengebäude mit Waschhaus und Stall. Im Vorderhaus zwei Wohnungen pro Etage mit zwei zur Straßenseite ausgerichteten Stuben sowie rückseitig Kammern, Küche, Treppenhaus, AWCs, zentral angeordnet der Vorplatz. Der schmale straßenseitige Zugang ins Gebäude seit 1911, 1997–1999 Sanierung und Balkonanbau. Als Besitzer können genannt werden der Lehrer und spätere Kohlenhändler Paul Kern, Oberlehrer Paul Herm. Heinze, Oberlehrer Friedrich Carl Wild. Profilierte Sandsteingesimse gliedern die über Klinkersockel aufgehende historistische Putzfassade, die handwerklich solide Ausstattung ist weitgehend erhalten. Platzbildprägendes Gebäude am Weißeplatz mit wissenschaftlich-dokumentarischem Wert, Zeugnis der baulichen Ortsteilentwicklung. LfD/2012 | 09264772 |
|                                         | Mietshaus in geschlossener Bebauung | Ferdinand-Jost-Straße 41 (Karte) | 1906 (Mietshaus) | Putzfassade mit Putzgliederungen und bauplastischem Dekor in origineller Jugendstilgestaltung, ortsentwicklungsgeschichtliche und baugeschichtliche Bedeutung | 09264773 |
|                                         | Mietshaus in geschlossener Bebauung und in Ecklage (bauliche Einheit mit Lange Reihe 16) | Ferdinand-Jost-Straße 43 (Karte) | 1909 (Mietshaus) | Putzfassade in Putz- und Kunststeingliederungen in gemäßigten Jugendstil- und Reformstilformen, verbrochene Ecke, darüber attikaartiger Dachausbau, Eckladen, ortsentwicklungsgeschichtliche und baugeschichtliche Bedeutung | 09264774 |
|                                         | Mietshaus in geschlossener Bebauung und in Ecklage | Ferdinand-Jost-Straße 44 (Karte) | um 1910 (Mietshaus) | Putzfassade im Reformstil um 1910, Putzgliederungen und Putzdekor, verbrochene Ecke mit Eckladen, an den Straßenfronten je ein Kastenerker, zur Ferdinand-Jost-Straße breites Dachhaus mit geschwungenen Giebel, ortsentwicklungsgeschichtliche und baugeschichtliche Bedeutung | 09261951 |
|                                         | Mietshaus in geschlossener Bebauung und in Ecklage | Ferdinand-Jost-Straße 46 (Karte) | 1906 (Mietshaus) | Putzfassade im Jugendstil mit ungewöhnlicher pfeilerartiger Kolossalgliederung und durchgehend dekorierten Brüstungsfeldern, Eckrisalit mit Laden und Giebelabschluss, ortsentwicklungsgeschichtliche und baugeschichtliche Bedeutung | 09264775 |
|                                         | Mietshaus in geschlossener Bebauung | Ferdinand-Jost-Straße 48 (Karte) | 1906 (Mietshaus) | gut gestaltete Klinkerfassade im Jugendstil mit Kunststeingliederungen, ortsentwicklungsgeschichtliche und baugeschichtliche Bedeutung | 09264776 |
|                                         | Mietshaus in geschlossener Bebauung | Ferdinand-Jost-Straße 50 (Karte) | 1907 (Mietshaus) | Putzfassade mit Putz- und Kunststeingliederungen im Jugendstil, breite Vorlage mit Doppelerker, diese mit Maskensteinen bekrönt, Tordurchfahrt und Läden, ortsentwicklungsgeschichtliche und baugeschichtliche Bedeutung | 09264777 |
| Weitere Bilder                          | Mietshaus in geschlossener Bebauung und in Ecklage | Ferdinand-Jost-Straße 51 (Karte) | 1913 (Mietshaus) | Putzbau im Reformstil um 1910/15, akzentuierende Putzgliederungen und Putzdekorationen, ehemals mit Laden, ortsentwicklungsgeschichtliche und baugeschichtliche Bedeutung | 09264778 |
|                                         | Mietshaus in geschlossener Bebauung | Ferdinand-Jost-Straße 52 (Karte) | 1906 (Mietshaus) | Klinkerfassade in vorwiegend späthistoristischen Formen, mit Kunststeingliederungen, ortsentwicklungsgeschichtliche und baugeschichtliche Bedeutung | 09264779 |
|                                         | Mietshaus in geschlossener Bebauung und in Ecklage | Ferdinand-Jost-Straße 54 (Karte) | 1907 (Mietshaus) | Putzfassade mit Jugendstilanklängen, Putz- und Kunststeingliederungen, abgeschrägte Ecke mit Eckladen und attikaartiger Überhöhung, ortsentwicklungsgeschichtliche und baugeschichtliche Bedeutung | 09264780 |
|                                         | Mietshaus in geschlossener Bebauung und in Ecklage | Ferdinand-Jost-Straße 56 (Karte) | 1908 (Mietshaus) | Putzfassade mit Kunststeingliederungen und teils jugendstilgem Putzdekor, auf dem Brüstungsstreifen im dritten Obergeschoss flügelschlagende Adlern im Relief, abgeschrägte Ecke mit Eckladen und Balkonen, darüber Dachausbau, ortsentwicklungsgeschichtliche und baugeschichtliche Bedeutung | 09264781 |
|                                         | Mietshaus in geschlossener Bebauung | Ferdinand-Jost-Straße 60 (Karte) | 1908 (Mietshaus) | Putz-Klinker-Fassade in späthistoristischen und jugendstiligen Formen, Kunststeinelemente, ortsentwicklungsgeschichtliche und baugeschichtliche Bedeutung | 09264782 |
|                                         | Mietshaus in geschlossener Bebauung | Ferdinand-Jost-Straße 62 (Karte) | 1908 (Mietshaus) | Klinkerfassade in Jugendstilformen, Kunststein- und Klinkergliederungen, mit Tordurchfahrt und ehemals mit Laden, ortsentwicklungsgeschichtliche und baugeschichtliche Bedeutung | 09264783 |
|                                         | Mietshaus in geschlossener Bebauung | Ferdinand-Jost-Straße 64 (Karte) | 1908 (Mietshaus) | Putzfassade mit Kunststeinelementen und aufwändigem Jugendstildekor, ortsentwicklungsgeschichtliche und baugeschichtliche Bedeutung | 09264785 |
|                                         | Mietshaus in halboffener Bebauung | Ferdinand-Jost-Straße 66 (Karte) | 1909 (Mietshaus) | Putz-Klinker-Fassade mit originellem Jugendstildekor, ortsentwicklungsgeschichtliche und baugeschichtliche Bedeutung | 09264784 |
| Direkt Bild zu diesem Denkmal hochladen | Sportlerheim und Werner-Seelenbinder-Gedenkstein | Gerhard-Langner-Weg 1 (Karte) | 1923–1924 (Sportlerheim), um 1960 (Gedenkstein) | Sportlerheim der Spielanlage des Allgemeinen Turnvereins zu Leipzig, landhausartiger Fachwerkbau, Mittelrisalit mit holzverkleidetem Giebel, östlich eingeschossiger Saalanbau, Seelenbinder-Gedenkstein großer Findling mit Inschrift, ortsentwicklungsgeschichtliche und sozialgeschichtliche Bedeutung | 09263031 |
|                                         | Mietshaus in geschlossener Bebauung | Glafeystraße 1 (Karte) | um 1910 (Mietshaus) | Putzfassade mit jugendstiligem Einschlag, Putz- und Kunststeingliederungen, Tordurchfahrt und Laden, ortsentwicklungsgeschichtliche und baugeschichtliche Bedeutung | 09261945 |
|                                         | Mietshaus in geschlossener Bebauung | Glafeystraße 3 (Karte) | bezeichnet 1911 (Mietshaus) | Putzfassade im Reformstil um 1910, Mittenbetonung durch Lisenengliederung, darüber Zwerchgiebel, akzentuierender Putzdekor, Fassadengestaltung analog Glafeystraße 5, ortsentwicklungsgeschichtliche und baugeschichtliche Bedeutung | 09264710 |
|                                         | Mietshaus in halboffener Bebauung | Glafeystraße 4 (Karte) | 1911 (Mietshaus) | Putzfassade mit Kunststeingliederungen in Formen des Jugendstil und der Reformarchitektur um 1910, ortsentwicklungsgeschichtliche und baugeschichtliche Bedeutung | 09264715 |
|                                         | Mietshaus in geschlossener Bebauung | Glafeystraße 5 (Karte) | 1911 (Mietshaus) | Putzfassade im Reformstil um 1910, Mittenbetonung durch Lisenengliederung, darüber Zwerchgiebel, akzentuierender Putzdekor, Fassadengestaltung analog Glafeystraße 3, ortsentwicklungsgeschichtliche und baugeschichtliche Bedeutung | 09264711 |
|                                         | Doppelmietshaus in geschlossener Bebauung | Glafeystraße 6; 8 (Karte) | 1930–1931 (Doppelmietshaus) | Putzbau mit Klinkergliederung, expressionistische Eingangsbereiche, Einflüsse des Neuen Bauens, baugeschichtlich und ortsentwicklungsgeschichtlich von Bedeutung | 09264716 |
|                                         | Mietshaus in geschlossener Bebauung | Glafeystraße 7 (Karte) | 1911 (Mietshaus) | ehemals mit Laden, Putzfassade im Reformstil um 1910, zurückhaltende Putzgliederungen und Putzdekorationen, Mittelrisalit, ortsentwicklungsgeschichtliche und baugeschichtliche Bedeutung | 09264712 |
|                                         | Mietshaus in geschlossener Bebauung | Glafeystraße 9 (Karte) | 1912 (Mietshaus) | Putzfassade im Reformstil um 1910, Fassadengliederung durch Kolossalpilaster, ortsentwicklungsgeschichtliche und baugeschichtliche Bedeutung | 09264713 |
|                                         | Mietshaus in geschlossener Bebauung | Glafeystraße 10 (Karte) | 1905/1910 (Mietshaus) | Putzfassade im Reformstil um 1910, akzentuierender Putzdekor, flacher Mittelrisalit, seitlich verschobener Hauseingang, ortsentwicklungsgeschichtliche Bedeutung | 09296829 |
|                                         | Mietshaus in geschlossener Bebauung | Glafeystraße 11 (Karte) | 1913 (Mietshaus) | Putzfassade mit Putzgliederung im Reformstil um 1910/15, flacher Mittelrisalit mit kolossaler Pilasterordnung, ortsentwicklungsgeschichtliche Bedeutung | 09264714 |
|                                         | Mietshaus in geschlossener Bebauung | Glafeystraße 12 (Karte) | um 1930 (Mietshaus) | interessant gestalteter Putzbau mit Klinkersockel, expressive Formen der Zeit um 1930, zurückgesetzte Mitte und erkerartige Außenachsen, ortsentwicklungsgeschichtliche und baugeschichtliche Bedeutung | 09296830 |
|                                         | Mietshaus in geschlossener Bebauung | Glafeystraße 13 (Karte) | um 1900 (Mietshaus) | späthistoristische Klinkerfassade mit Kunststeinelementen, gotisierende Schmuckformen, Hausdurchgang, ortsentwicklungsgeschichtliche Bedeutung | 09294793 |
|                                         | Mietshaus in geschlossener Bebauung | Glafeystraße 14 (Karte) | 1902 (Mietshaus) | späthistoristische Klinkerfassade mit Klinker- und Kunststeingliederungen, ortsentwicklungsgeschichtliche Bedeutung | 09264717 |
|                                         | Mietshaus in geschlossener Bebauung | Glafeystraße 15 (Karte) | um 1900 (Mietshaus) | Klinkerfassade mit Kunststeingliederungen in späthistoristischen Formen, Dekor teils mit Jugendstilanklängen, ortsentwicklungsgeschichtliche Bedeutung | 09264518 |
|                                         | Mietshaus in geschlossener Bebauung | Glafeystraße 16 (Karte) | 1903 (Mietshaus) | aufwändige, späthistoristische Putzfassade mit Kunststeingliederungen, barockisierende Gestaltung, in den Außenachsen angedeutete Erker, hier und in der Mittelachse kräftige, geschwungene Fensterverdachungen, ortsentwicklungsgeschichtliche und baugeschichtliche Bedeutung | 09264718 |
|                                         | Mietshaus in geschlossener Bebauung | Glafeystraße 17 (Karte) | 1910 (Mietshaus) | Klinkerfassade im Reformstil um 1910, Kunststein- und Putzgliederungen, jüngerer Dachausbau, ortsentwicklungsgeschichtliche und baugeschichtliche Bedeutung | 09264719 |
|                                         | Mietshaus in geschlossener Bebauung | Glafeystraße 19 (Karte) | um 1900 (Mietshaus) | im Detail reduzierte Klinkerfassade mit Kunststeingliederungen, Tordurchfahrt, ortsentwicklungsgeschichtliche Bedeutung | 09263780 |
|                                         | Mietshaus in geschlossener Bebauung | Glafeystraße 20 (Karte) | 1908 (Mietshaus) | Putzfassade im Reformstil um 1910, mit Putzgliederungen und steinverblendetem Erdgeschoss, Betonung der Mitte durch Doppelerker und Zwerchhaus, Fenster und Eingang der ehemaligen Poststelle mit geschmückten Eisengittern, Tordurchfahrt, Zeugnis der Geschichte des Postwesens, ortsentwicklungsgeschichtliche und baugeschichtliche Bedeutung | 09264720 |
|                                         | Mietshaus in geschlossener Bebauung | Glafeystraße 21 (Karte) | 1911 (Mietshaus) | Putzfassade im Reformstil um 1910, Putzgliederungen und Putzdekor, Betonung der Mitte durch Vorlage mit Zwerchgiebel, Tordurchfahrt ortsentwicklungsgeschichtliche Bedeutung | 09264721 |
|                                         | Mietshaus in geschlossener Bebauung | Glafeystraße 22 (Karte) | 1911–1912 (Mietshaus) | Putzfassade im Reformstil um 1910, weitgehend reduzierte Fassade, Mittelrisalit mit Dreieckgiebel, Tordurchfahrt mit Deckenmalerei und Wandreliefs, ortsentwicklungsgeschichtliche Bedeutung | 09296831 |
|                                         | Mietshaus in geschlossener Bebauung | Glafeystraße 24 (Karte) | 1911–1912 (Mietshaus) | Putzfassade im Reformstil um 1910/1915, mit Tordurchfahrt und Laden, baugeschichtlich von Bedeutung Denkmaltext Marie Greil stellte 1911 den Bauantrag, Heinrich Greil übernahm die Ausführung, Architekt Alfred Nitzschke Entwurf, Statik und Bauleitung. Schlussprüfung erfolgte Anfang März 1912, Pläne für den Einbau einer (hernach nicht ausgeführten) Dachwohnung lagen 1925 von Baumeister Max Steinert vor. 1954/1955 sollte eine Gesellenkammer unterm Dach eingebaut werden, Fassadenarbeiten zwischen 1957 und 1960 weiterem Verfall vorbeugen. Sanierung, Balkonanbau und die Einrichtung von zwei Mieteinheiten im Dachboden fallen in den Zeitraum 1998–2000. Das in geschlossener Zeile erbaute Haus sollte eine vielfältig gegliederte und strukturierte Putzfassade erhalten. Mittig ist ein Risalit mit Giebelabschluss und Laden im Erdgeschoss eingefügt. Von der bauzeitlichen Eleganz der ehemaligen Fassadengestaltung ist nach der Sanierung nichts mehr erahnbar, auch die erhaltene Ausstattung schlecht restauriert. In den Obergeschossen waren 1911 jeweils drei Wohnungen vorgesehen, die Aborte aber noch außerhalb der Mietbereiche. LfD/2018 | 09296832 |
|                                         | Gregory-Platz | Gletschersteinstraße (Karte) | um 1900 (Schmuckplatz) | Platzanlage; um 1900 im zeittypischen architektonischen Stil angelegter Schmuckplatz mit Wegesystem und Altbaumbestand, ursprünglich in Beziehung zu einem abgegangenen Schulgebäude, stadtgeschichtliche, städtebauliche und gartenkünstlerische Bedeutung | 09296804 |
| Direkt Bild zu diesem Denkmal hochladen | Ambrosius-Barth-Platz | Gletschersteinstraße (Karte) | bezeichnet 1904 (Schmuckplatz) | Platzanlage; dreieckiger, für die Zeit um 1900 charakteristischer Schmuckplatz mit Wegesystem, Stützmauer und altem Gehölzbestand sowie großem liegendem Findling, stadtgestalterisches Pendant zum Gustav-Schwabe-Platz, stadtgeschichtlich, städtebaulich und gartenkünstlerisch von Bedeutung | 09264804 |
|                                         | Wohnanlage mit drei Wohnhauszeilen (Gletschersteinstraße 14, 16, 18, 20, 22, Lausicker Straße 32, 34, 36, 38, 40, 42, 44, 46 und Thiemstraße 15, 17, 19), mit Vorgärten an der Lausicker Straße, Hofeinfriedungen an der Gletschersteinstraße und Thiemstraße sowie Hofgebäude | Gletschersteinstraße 14; 16; 18; 20; 22 (Karte) | um 1925 (Wohnanlage) | in Blockrandbebauung errichtete Putzbauten mit farbiger Putzgliederung und Art-déco-Ornamenten, Sockel und Rahmungen der Eingänge in Betonwerkstein, rückseitig Loggien, charakteristisches Beispiel des sozialen Wohnungsbaues in der Weimarer Republik, ortsentwicklungsgeschichtliche und baugeschichtliche Bedeutung | 09264880 |
| Weitere Bilder                          | Doppelmietshaus in geschlossener Bebauung | Gletschersteinstraße 19; 21 (Karte) | 1910 (Doppelmietshaus) | Putzfassade im Reformstil um 1910, Putzgliederungen, Seitenrisalite mit Dreiecksgiebeln, in der Mittelachse Balkone mit schmiedeeisernen Gittern, Haustür mit farbiger Verglasung, ortstentwicklungsgeschichliche und baugeschichtliche Bedeutung | 09264786 |
| Direkt Bild zu diesem Denkmal hochladen | Innenausstattung eines Mietshauses | Gletschersteinstraße 23 (Karte) | 1905 (Ausstattung) | Haustür mit Oberlicht und geschliffenen Scheiben, Stuck und Terrazzomuster im Eingangsbereich, Windfangtür, Treppenhausfenster mit Resten farbiger Bleiverglasung, baugeschichtliche Bedeutung | 09293798 |
|                                         | Wohnanlage (Gletschersteinstraße 25, 27, Kommandant-Prendel-Allee 88, 90 und Lausicker Straße 50, 52, 54, 56, 58, 60), mit Vorgärten an der Lausicker Straße und Hofpflaster | Gletschersteinstraße 25; 27 (Karte) | 1929 (Wohnanlage) | in Blockrandbebauung errichtete, zeittypische Putzbauten mit farbiger Putzgliederung, sparsame Klinkerelemente, gestaffelte Hauptfront zur Lausicker Straße mit durch Hecken und Steineinfassungen umgrenzten Vorgärten, Tafel an Lausicker Straße 50 verweist auf Bauverein zur Beschaffung preiswerter Wohnungen in Leipzig, die Häuser in den beiden anderen Straßen teils mit Erkern, Zeugnis des sozialen Wohnungsbaues in der Weimarer Republik, ortsentwicklungsgeschichtliche, baugeschichtliche und sozialgeschichtliche Bedeutung | 09264885 |
|                                         | Mietshaus in geschlossener Bebauung | Gletschersteinstraße 29 (Karte) | 1912 (Mietshaus) | Putzbau im Reformstil um 1910, Putzgliederungen und akzentuierender Putzdekor, kastenförmiger Doppelerker mit Austritt in der Mittelachse, asymmetrische Dachausbauten, ortsentwicklungsgeschichtliche und baugeschichtliche Bedeutung | 09264789 |
| Direkt Bild zu diesem Denkmal hochladen | Wohnanlage, bestehend aus vier Mehrfamilienhäusern (Gletschersteinstraße 30, Gletschersteinstraße 53, Kommandant-Prendel-Allee 110, 110a mit Wachauer Straße 8 und Mauersbergerstraße 2a, 2b), mit Einfriedung, Vorgärten und Mietergärten | Gletschersteinstraße 30; 53 (Karte) | 1923 (Gletschersteinstraße 23), 1930 (Mauersbergerstraße 2, 2a) | Wohngebäude in offener Bebauung, großzügig eingebettet in Grünbereiche von Vor- und Mietergärten, Putzbauten mit Putzgliederungen und Art-déco-Schmuck, teils Erker mit Holzelementen, einst für Professoren der Leipziger Universität errichtet und städtebauliches Bindeglied zwischen umliegender Villen- und Blockrandbebauung, in den Mietergärten Reste des historischen Obstbaumbestandes, im Gartenareal zwischen Kommandant-Prendel-Allee 110/110a und Gletschersteinstraße 53 Wäschtrockenplatz, ortsentwicklungsgeschichtlich, sozialgeschichtlich und baugeschichtlich von Bedeutung | 09264802 |
|                                         | Mietshaus in geschlossener Bebauung | Gletschersteinstraße 31 (Karte) | um 1912 (Mietshaus) | Putzbau im Reformstil um 1910, Putz- und Kunststeingliederungen sowie akzentuierender, teils figürlicher Dekor, kastenförmiger Doppelerker, einseitig überhöht, in der Mitte Loggien mit gewölbten Brüstungen, seitlicher Zwerchgiebel, ortsentwicklungsgeschichtliche und baugeschichtliche Bedeutung | 09264791 |
|                                         | Mietvilla | Gletschersteinstraße 32 (Karte) | um 1915 (Mietvilla) | Putzbau im Reformstil um 1915, ortsentwicklungsgeschichtliche Bedeutung | 09264792 |
| Weitere Bilder                          | Mietshaus in geschlossener Bebauung und in Ecklage | Gletschersteinstraße 33 (Karte) | um 1910 (Mietshaus) | Putzbau im Reformstil um 1910, Putz- und Kunststeingliederungen, abwechslungsreiches Erscheinungsbild durch mehrere Erker, verglaste Holzloggien und unterschiedliche Dachaufbauten, ortsentwicklungsgeschichtliche und baugeschichtliche Bedeutung | 09264793 |
|                                         | Mietshaus in geschlossener Bebauung und in Ecklage | Gletschersteinstraße 35 (Karte) | um 1915 (Mietshaus) | Putzbau im Reformstil, Putz- und Kunststeingliederungen, mehrere Erker und Balkone, wohl etwas jüngerer Dachausbau in Fachwerkkonstruktion, ortsentwicklungsgeschichtliche und baugeschichtliche Bedeutung | 09264794 |
|                                         | Kabelverzweigergehäuse für Telefonanschlüsse | Gletschersteinstraße 35 (vor) (Karte) | um 1915 (Kabelverzweiger) | Kabelverzweiger Leipziger Typ Nummer 6, abgewandelt, geschmückte Beschläge, technikgeschichtlich von Bedeutung, Seltenheits- und Dokumentationswert | 09300714 |
|                                         | Wohnhaus in offener Bebauung, mit Hausgarten und Gedenkplatte | Gletschersteinstraße 36 (Karte) | um 1925 (Wohnhaus), ca. 1912 (Gedenkstein) | giebelständiger Putzbau in den traditionellen Formen der 1920er Jahre, Putzgliederungen, verschiedene Anbauten, Hausgarten mit erhaltener Grundstruktur, Gartenebenen und Befestigungen, Kunststeinplatte mit Gefallenendarstellung, baugeschichtliche, ortsentwicklungsgeschichtliche und zeitgeschichtliche Bedeutung | 09264795 |
|                                         | Mietshaus in geschlossener Bebauung | Gletschersteinstraße 37 (Karte) | um 1910 (Mietshaus) | Putzfassade im Reformstil um 1910, Putzgliederungen und Putzdekor, Doppelerker in Kastenform, einseitig türmchenartig überhöht, dazwischen Loggien, seitlich angeordnetes Zwerchhaus, ortsentwicklungsgeschichtliche und baugeschichtliche Bedeutung | 09264796 |
|                                         | Mietshaus in geschlossener Bebauung | Gletschersteinstraße 39 (Karte) | um 1910 (Mietshaus) | Putzfassade im Reformstil um 1910, Putz- und Kunststeingliederungen, akzentuierender Putzdekor, zwei kastenförmige, unterschiedlich hohe Erker mit dazwischenliegenden Loggien, seitliches Zwerchhaus mit Dreieckgiebel, in gestalterische Einheit mit Nachbarhaus Gletschersteinstraße 41, ortsentwicklungsgeschichtliche und baugeschichtliche Bedeutung | 09264797 |
|                                         | Mietshaus in geschlossener Bebauung | Gletschersteinstraße 41 (Karte) | um 1910 (Mietshaus) | Putzfassade im Reformstil um 1910, Putz- und Kunststeingliederungen, akzentuierender Putzdekor, zwei kastenförmige, unterschiedlich hohe Erker, dazwischen Loggien, seitliches Zwerchhaus mit Dreieckgiebel, in gestalterische Einheit mit Nachbarhaus Gletschersteinstraße 39, ortsentwicklungsgeschichtliche und baugeschichtliche Bedeutung | 09264798 |
|                                         | Mietshaus in geschlossener Bebauung | Gletschersteinstraße 45 (Karte) | um 1910 (Mietshaus) | Putzfassade im Reformstil um 1910, Putzgliederungen und Akzente setzender, teils figürlicher Putzdekor, zwei unterschiedlich hohe Erker, seitliches Zwerchhaus, ortsentwicklungsgeschichtliche und baugeschichtliche Bedeutung | 09264799 |
|                                         | Mietshaus in geschlossener Bebauung | Gletschersteinstraße 47 (Karte) | um 1910 (Mietshaus) | Putzfassade im Reformstil um 1910, Putz- und Kunststeingliederungen sowie stiltypischer Putzdekor, zwei kastenförmige Erker, einer über Traufe in Verbindung mit seitlichem Zwerchhaus erhöht, Erdgeschoss ehemals mit Laden, ortsentwicklungsgeschichtliche und baugeschichtliche Bedeutung | 09264800 |
|                                         | Wohnanlage, bestehend aus drei Mehrfamilienhäusern (Gletschersteinstraße 49 und Mauersbergstraße 4/6), mit Einfriedung und Vorgärten | Gletschersteinstraße 49 (Karte) | 1925 (Wohnanlage) | ansprechend gestalteter Wohnungsbau der 1920er Jahre mit Anklängen des Neuen Bauens, auf flächige Farbwirkung konzipierte Putzfassaden mit Klinkerelementen, Zeugnis des sozialen Wohnungsbaus in der Weimaer Zeit, ortsentwicklungsgeschichtliche, sozialgeschichtliche und baugeschichtliche Bedeutung | 09263127 |
|                                         | Wohnhauszeile mit Einfriedungen und Vorgärten | Gletschersteinstraße 61; 63; 65; 67 (Karte) | um 1925 (Reihenhaus) | Reihenhaus mit vier Eingängen, abwechslungsreich gegliederte Putzbauten im Reformstil um 1915, Erker und Zwerchhäuser, akzentuierender Putzdekor, Hauseingänge mit Freitreppen, baugeschichtliche und ortsentwicklungsgeschichtliche Bedeutung | 09264803 |
|                                         | Mietshaus in halboffener Bebauung und in Ecklage | Güntzstraße 1 (Karte) | 1894–1903 (Mietshaus) | mit Laden, imposanter Putzbau in Formen des ausklingenden Späthistorismus mit Jugendstilanklängen, Putz- und Kunststeingliederungen, breit abgeschrägte Ecke, dadurch stark straßenbildprägend, ortsentwicklungsgeschichtliche und baugeschichtliche Bedeutung Denkmaltext Der 1894 genehmigte Bauantrag für ein „Wohngebäude mit Falzziegeldach“ für den Kaufmann Gustav Adolf Jäger, entworfen von Architekt Bruno Richter, kam erst 1902 zur Ausführung, in Ecklage zur Schönbachstraße. Jetzt fungierte der Brandiser Maurermeister Georg Paul Wilken als Bauherr, der den Architekten Theodor George mit der bauleitenden Ausführung beauftragte. 1907 und 1936 sind Umbauten von Ladenbereichen zu Wohnraum vermerkt. In den Jahren 1998/1999 Sanierung und Modernisierung, einhergehend mit der Veränderung von Wohnungsgrundrissen, Pläne hierzu lieferte der Leipziger Architekt Dipl.-Ing. (FH) Reiner Fink. Seine städtebauliche Wirkung bezieht das repräsentativ scheinende Haus aus der großzügigen Eck- bzw. Platzsituation in Nähe des Stötteritzer Bahnhofes. Die zwei die historistische Fassade prägenden Kastenerker mit Turmabschluss kamen nicht zur Ausführung. Insgesamt wurde eine schlichtere Fassade gebaut, die den Übergang vom Historismus zum Jugendstil versucht, klar beeinflusst vom modernen Jugendstil sind die Traukonsolen. Teile der Ausstattung sind erhalten. Der wirkungsvolle Kopfbau ist städtebaulich unverzichtbar, baugeschichtlich und ortsentwicklungsgeschichtlich von Bedeutung. LfD/2013 | 09264809 |
|                                         | Bahnhof mit Empfangsgebäude und Einfriedung | Güntzstraße 2 (Karte) | 1906 (Empfangsgebäude), 1906 (Pflaster) | Empfangsgebäude malerisch geprägter, gelber Klinkerbau mit Klinker- und Kunststeingliederungen, ortsentwicklungsgeschichtliche und verkehrsgeschichtliche Bedeutung | 09264810 |
| Direkt Bild zu diesem Denkmal hochladen | Ehemaliges Fabrikgebäude im Hof | Güntzstraße 5 (Karte) | um 1900 (Fabrikgebäude) | gelbe Klinkerfassade mit grünglasierter Klinkergliederung, ehemals Gewerbegebäude der Kaffeerösterei Schirmer und zum Mietshaus Schönbachstraße 71 gehörig, heute Wohnhaus, baugeschichtlich und ortsentwicklungsgeschichtlich von Bedeutung | 09303116 |
| Weitere Bilder                          | Denkmal | Gustav-Schwabe-Platz - (Karte) | 1903 (Denkmal) | Pyramide aus etwa 550 Findlingssteinen mit metallener Inschrifttafel, Teil des Schmuckplatzes Gustav-Schwabe-Platz (siehe auch Objekt 09264912), wissenschaftliche und kulturgeschichtliche Bedeutung, Seltenheitswert | 09264959 |
|                                         | Platzanlage | Gustav-Schwabe-Platz (Karte) | 1903 (Schmuckplatz) | Schmuckplatz über dreieckigem Grundriss, mit Wegesystem und altem Gehölzbestand, die sogenannten Gletschersteinpyramide an der Ludolf-Colditz-Straße in die Platzgestaltung einbezogen (siehe Objekt 09264959), Gustav-Schwabe-Platz stadtgestalterisches Pendant zum Gregory-Platz an der Gletschersteinstraße, stadtgeschichtlich, städtebaulich und gartenkünstlerisch von Bedeutung | 09264912 |
| Weitere Bilder                          | Wohnhaus in offener Bebauung | Holzhäuser Straße 5 (Karte) | um 1930 (Wohnhaus) | Putzbau mit expressionistisch beeinflussten Klinkergliederungen, baugeschichtliche und ortsentwicklungsgeschichtliche Bedeutung | 09262756 |
|                                         | Wohnhaus in offener Bebauung | Holzhäuser Straße 13 (Karte) | 1937–1938 (Wohnhaus) | Putzbau in den typischen Formen der 1930er Jahre, Strukturputz und Fensterläden, ortsentwicklungsgeschichtliche und baugeschichtliche Bedeutung | 09261937 |
|                                         | Wohnhaus mit Garten, Einfriedung und Gartenskulptur | Holzhäuser Straße 15 (Karte) | 1938–1939 (Wohnhaus) | anspruchsvoll gestalteter Putzbau mit Schiefergliederungen, charakteristisches Beispiel des gehobenen Privatwohnungsbaus der 1930er Jahre, baugeschichtliche und ortsentwicklungsgeschichtliche Bedeutung | 09264811 |
|                                         | Wohnhaus in offener Bebauung mit Vorgarten und Einfriedung | Holzhäuser Straße 18 (Karte) | um 1935 (Wohnhaus) | kubischer Putzbau in den traditionellen Formen der 1930er Jahre, ortsentwicklungsgeschichtliche und baugeschichtliche Bedeutung | 09262754 |
|                                         | Wohnhaus in offener Bebauung mit Vorgarten und Einfriedung | Holzhäuser Straße 20 (Karte) | um 1935 (Wohnhaus) | Putzbau in der typischen Gestaltung der 1930 Jahre, Natursteinelemente, ortsentwicklungsgeschichtliche und baugeschichtliche Bedeutung | 09262753 |
|                                         | Wohnhaus in offener Bebauung mit Vorgarten | Holzhäuser Straße 28 (Karte) | um 1935 (Wohnhaus) | Putzbau in den typischen traditionellen Formen der 1930er Jahre, Natursteinsockel und Eckerker in Zierfachwerk, ortsentwicklungsgeschichtliche und baugeschichtliche Bedeutung | 09262752 |
| Weitere Bilder                          | Mietshaus in halboffener Bebauung und in Ecklage, mit Einfriedung an der Schönbachstraße | Holzhäuser Straße 32 (Karte) | um 1930 (Mietshaus) | Putzbau mit Klinkersockel, Treppenhausrisalit und charakteristischen Eckfenstern, Zeugnis des Mietshausbaus um 1930, baugeschichtliche Bedeutung | 09261938 |
|                                         | Mietshaus in ehemals geschlossener Bebauung und in Ecklage | Holzhäuser Straße 33 (Karte) | 1890 (Mietshaus) | späthistorisitscher Putzbau mit Stuck- und Kunststeingliederungen, abgeschrägte Ecke mit Eckladen, Balkons und Türmchenaufsatz, ortsentwicklungsgeschichtliche und baugeschichtliche Bedeutung | 09264812 |
|                                         | Mietshaus in geschlossener Bebauung | Holzhäuser Straße 34 (Karte) | um 1900 (Mietshaus) | späthistoristische Putz-Klinker-Kassade in gotisierenden Formen, Putz- und Kunststeingliederungen, zwei Erker, Läden, ortsentwicklungsgeschichtliche und baugeschichtliche Bedeutung | 09261939 |
|                                         | Mietshaus in geschlossener Bebauung mit Hinterhaus | Holzhäuser Straße 36 (Karte) | 1906 (Mietshaus) | zurückhaltend gegliederte Putzfassade mit Kunststeinelementen und Putzdekor im Reformstil um 1910, flache Seitenrisalite, Hinterhaus Putzbau, Mittelrisalit mit Schweifgiebel, baugeschichtliche und ortsentwicklungsgeschichtliche Bedeutung | 09264813 |
|                                         | Mietshaus in halboffener Bebauung | Holzhäuser Straße 37 (Karte) | um 1915 (Mietshaus) | Putzbau mit zeittypisch schlichter Fassade im Reformstil um 1910/15, aufwändige Portalgestaltung, Kunststeingliederungen und zwei Vorlagen, seitliches Zwerchhaus, ortsentwicklungsgeschichtliche und baugeschichtliche Bedeutung | 09262441 |
|                                         | Mietshaus in geschlossener Bebauung | Holzhäuser Straße 38 (Karte) | um 1905 (Mietshaus) | Klinkerfassade mit Kunststeingliederungen und Jugendstildekor, ehemals mit Laden, ortsentwicklungsgeschichtliche Bedeutung | 09294789 |
|                                         | Mietshaus in geschlossener Bebauung mit Hofgebäude | Holzhäuser Straße 39 (Karte) | 1905 (Mietshaus) | Putz-Klinker-Fassade mit Kunststeingliederungen in Formen zwischen ausklingendem Historismus und Reformstil um 1910, Mittelrisalit, seitliche Tordurchfahrt, ehemals Laden, im Hof kleines ehemaliges Fabrikgebäude, Klinkerbau, ortsentwicklungsgeschichtliche und baugeschichtliche Bedeutung | 09264814 |
|                                         | Mietshaus in geschlossener Bebauung | Holzhäuser Straße 40 (Karte) | um 1905 (Mietshaus) | Klinkerfassade in Formen des ausklingenden Historismus mit Jugendstildekor, Kunststeingliederungen, ortsentwicklungsgeschichtliche Bedeutung | 09294788 |
|                                         | Mietshaus in geschlossener Bebauung | Holzhäuser Straße 41 (Karte) | um 1900 (Mietshaus) | späthistoristische Klinkerfassade in barockisierender Gestaltung, Kunststeinelemente, Hauszugang über Holzhäuser Straße 43, ortsentwicklungsgeschichtliche und baugeschichtliche Bedeutung | 09264815 |
|                                         | Mietshaus in geschlossener Bebauung und in Ecklage | Holzhäuser Straße 43 (Karte) | bezeichnet 1912 (Mietshaus) | Putzbau im Reformstil um 1910, Kunststeingliederungen, Eckbetonung durch Erker und wuchtigen Dachausbau mit Dreiecksgiebeln, zur Breslauer Straße Kastenerker, Hauseingang bezeichnet „OM 1912“, Läden, ortsentwicklungsgeschichtliche und baugeschichtliche Bedeutung | 09264816 |
| Direkt Bild zu diesem Denkmal hochladen | Mietshaus in halboffener Bebauung und in Ecklage | Holzhäuser Straße 51 (Karte) | 1905 (Mietshaus) | Putzfassade mit Kunststeingliederungen, Jugendstildekor, Läden, städtebaulich prägender Eckbau, baugeschichtliche und ortsentwicklungsgeschichtliche Bedeutung Denkmaltext Gegenüber einer kleinen begrünten Verkehrsinsel liegt in exponierter Ecklage der 1904 von Carl Hermann Bernhardt beantragte Mietshausneubau, für den Architekt Richard Sachse hinsichtlich der Planung verantwortlich zeichnete (seinerzeit Holzhäuser Straße 19). Die Projektumsetzung erfolgte 1905 unter dem Bauunternehmer und Dachdeckermeister Rudolf Heinrich Kunstmann. Im Jahr 1912 Ladeneinbau sowie Einrichtung einer Hausmannswohnung im Dachgeschoss, 1961 Antragstellung für den Umbau eines Ladens für Wohnnutzung. Grundstücksbesitzer vor dem Wohnhausneubau waren Karl Heinrich Pötzsch (1857 genannt), R. Lindner (1870) und Karl Thieme (1878). Mit vierachsiger verbrochener Ecke “thront” das Mietshaus in Ecklage zur Unteren Eichstädtstraße mit verputzter Fassade und Gliederungs- sowie Schmuckelementen aus Betonformsteinen. Repräsentativ wirken diese dem Jugendstil verhafteten Elemente. Das zur Holzhäuser Straße hin 1912 im Reformstil aufgesetzte vierachsige Dachhaus für die Hausmannswohnung ist heute geglättet, die gediegene Ausstattung im Inneren des Dreispänners ist weitgehend erhalten. Städtebaulich prägender Eckbau mit baugeschichtlichem und ortsteileinwicklungsgeschichtlichem Wert. LfD/2012 | 09302925 |
| Weitere Bilder                          | Mietshaus ehemals in geschlossener Bebauung | Holzhäuser Straße 60 (Karte) | um 1900 (Mietshaus) | späthistoristische Putzfassade mit Putzgliederungen sowie Stuck- und Kunststeinelementen, Tordurchfahrt und Laden, ortsentwicklungsgeschichtliche und baugeschichtliche Bedeutung | 09264817 |
|                                         | Mietshaus in geschlossener Bebauung | Holzhäuser Straße 62 (Karte) | um 1900 (Mietshaus) | Klinkerfassade in späthistoristischen Formen, Kunststeinelemente, Tordurchfahrt, ortsentwicklungsgeschichtliche und baugeschichtliche Bedeutung | 09264818 |
| Weitere Bilder                          | Mietshaus in halboffener Bebauung mit Hinterhaus (Nr. 63a) | Holzhäuser Straße 63; 63a (Karte) | um 1905 (Mietshaus), um 1890 (Hinterhaus) | abgewinkelte Putzfassade zwischen Jugend- und Reformstil um 1910, Putz- und Kunststeingliederungen, erkerartige Vorsprünge, seitliches Zwerchhaus mit Schweifgiebel, Hinterhaus etwas älterer Putzbau in einfachen Historismusformen, ortsentwicklungsgeschichtliche und baugeschichtliche Bedeutung | 09264821 |
|                                         | Mietshaus in geschlossener Bebauung, mit Waschhaus im Hof | Holzhäuser Straße 64 (Karte) | um 1890 (Mietshaus) | späthistoristische Klinkerfassade, Klinker- und Kunststeingliederungen, Tordurchfahrt, Waschhaus Klinkerbau, ortsentwicklungsgeschichtlich und baugeschichtlich von Bedeutung | 09262357 |
| Weitere Bilder                          | Rathaus | Holzhäuser Straße 65 (Karte) | bezeichnet 1900 (Rathaus) | repräsentatives Historismusgebäude, reich gegliederte Klinkerfassade mit Kunst- und Sandsteinelementen, Eckerker mit Turmaufsatz, städtebaulich prägende Lage, baugeschichtlich und ortsgeschichtlich von Bedeutung | 09264820 |
| Weitere Bilder                          | Pflaster vor dem Rathaus | Holzhäuser Straße 65 (vor) (Karte) | bezeichnet 1900 (Pflaster) | im Muster verlegt um das Rathaus Stötteritz, verkehrsgeschichtliche Bedeutung | 09262355 |
|                                         | Wohnanlage, bestehend aus drei Mehrfamilienhäusern in geschlossener Bebauung | Holzhäuser Straße 66; 68; 70 (Karte) | 1930–1931 (Wohnanlage) | Putzbauten mit Klinkersockel und Klinkerrahmungen an den Hauseingängen, Zeugnis des sozialen Wohnungsbaus in der Weimarer Republik, ortsentwicklungsgeschichtliche, baugeschichtliche und sozialgeschichtliche Bedeutung Denkmaltext Für das städtische Vorhaben als Beitrag zur Linderung der Wohnungsnot in Leipzig zeichneten 1930 das Wohnungsfürsorgeamt als Auftraggeber (unterzeichnet von Stadtrat Freytag) und das Hochbauamt der Stadt unter Hubert Ritter für die Entwürfe verantwortlich. Zwei Baufirmen erhielten den Zuschlag für die Ausführung, der Betrieb von Karl Mehner übernahm die Eisenkonstruktionen. Am 30. September 1931 erfolgte die Gebrauchsabnahme der drei über dunklem Klinkersockel mit einfachem hydraulischen Kalkkratzputz versehenen Häuser. Gemäß Baubeschreibung kamen alle unter Erdgeschoss liegenden Treppen in Kunststein, die Geschosstreppen in Kiefernholz mit Trittstufen aus Eiche zur Herstellung. Zur Dachbedeckung war Biberschwanz-Doppeldeckung vorgesehen, für die Rinnen Zinkblech. Mehrheitlich erhielten die Wohnungen Wohn-, Eltern-, Kinderzimmer, weiter Küche, Flur und Bad mit Klosett sowie einen Austritt. Vier der 24 Mietparteien sollten ein zweites Kinderzimmer nutzen können, die Waschküchen kamen im Keller zum Einbau. Der Übergang von der historistischen Bebauung der Nachbargrundstücke Holzhäuser Straße 64 und 72 zum Drillingshaus des sozialen Wohnungsbaus von 1930 wirkt verstörend, zeigt jedoch eindrücklich die bauliche Entwicklung des Ortszentrums in unmittelbarer Nähe des (gegenüber befindlichen) Stötteritzer Rathauses. Eine Rhythmisierung der Fassaden übernehmen die querliegenden straßenseitigen, farbige Strukturgläser zeigenden Fenster der Treppenaufgänge. Im August 2008 war die Gebäudegruppe noch unsaniert, besaß den kompletten Bestand der bauzeitlichen Ausstattung (Sanierung ab Herbst 2008 bis 2009). Städtebaulich wirkungsvoll eingeordneter sozialer Wohnungsbau der 1930er Jahre, baugeschichtlich bedeutsam. LfD/2017, 2018 | 09264822 |
|                                         | Mietshaus in halboffener Bebauung und in Ecklage | Holzhäuser Straße 67 (Karte) | um 1900 (Mietshaus) | späthistoristische Klinkerfassade mit Klinkergliederungen und kräftigen Kunststeinelementen, abgeschrägte Ecke mit Giebelabschluss, Läden, ortsentwicklungsgeschichtliche und baugeschichtliche Bedeutung | 09264823 |
|                                         | Wohn- und Geschäftshaus in geschlossener Bebauung | Holzhäuser Straße 72 (Karte) | um 1900 (Wohn- und Geschäftshaus) | ehemals Victoria-Apotheke, späthistoristische Klinkerfassade mit Putz-, Kunst- und Natursteingliederungen, Tordurchfahrt, ortsgeschichtliche und baugeschichtliche Bedeutung | 09262356 |
|                                         | Doppelmietshaus in ehemals halboffener Bebauung | Holzhäuser Straße 76; 78 (Karte) | 1905 (Doppelmietshaus) | ansprechende Klinker-Putz-Fassade in Jugendstilformen, Kunststeinelemente, seitliche Vorlagen mit Schaugiebeln, ortsentwicklungsgeschichtliche und baugewschichtliche Bedeutung | 09264825 |
|                                         | Mietshaus in halboffener Bebauung und in Ecklage | Holzhäuser Straße 77 (Karte) | 1903 (Mietshaus) | Klinkerfassade in späthistoristischen Formen, mit Kunststeingliederungen, Eckbetonung durch Erker mit Türmchenaufsatz, an der Holzhäuser Straße zweiter, seitlich angeordneter Erker, ortsentwicklungsgeschichtliche und baugeschichtliche Bedeutung | 09264826 |
|                                         | Villa mit Garten und Einfriedung | Holzhäuser Straße 80 (Karte) | 1893 (Villa) | repräsentativer Historismusbau in den Formen der deutschen Renaissance, reich gegliederter Baukörper über unregelmäßigem Grundriss, verschiedene Vorlagen und Anbauten, Treppenturm mit spitzer Haube, ortsentwicklungsgeschichtliche, baugeschichtliche und baukünstlerische Bedeutung | 09264827 |
|                                         | Mietshaus in geschlossener Bebauung | Holzhäuser Straße 88 (Karte) | 1900 (Mietshaus) | späthistoristsiche Klinkerfassade mit Kunststeingliederungen, ortsentwicklungsgeschichtliche Bedeutung | 09264828 |
|                                         | Mietshaus in geschlossener Bebauung und in Ecklage | Holzhäuser Straße 90 (Karte) | um 1870 (Mietshaus) | zweiteiliger Putzbau, dreigeschossiges Eckgebäude mit Mansarddach und Gaststätte wohl älterer Teil, viergeschossige Erweiterung zur Holzhäuser Straße, Natur- oder Kunststeinelemente sowie Stuckdekor, Laden, ortsentwicklungsgeschichtliche und baugeschichtliche Bedeutung | 09264831 |
|                                         | Wohnhaus in offener Bebauung und in Ecklage, mit Garten (darin Solitärbaum) | Holzhäuser Straße 95 (Karte) | um 1900 (Wohnhaus) | historistischer Klinkerbau mit Sand- und Kunststeinelementen, ortsentwicklungsgeschichtlich und baugeschichtlich von Bedeutung | 09264832 |
| Weitere Bilder                          | Mauerreste einer ehemaligen Fabrikhalle | Holzhäuser Straße 102 (Karte) | 1864 (Fassade) | Giebelfront zur Schlesierstraße und anschließender Teil der Westseite, gelbe Klinker mit Klinkergliederung, verweist auf die einst älteste in Leipzig erhaltene Gießereihalle, ortsentwicklungsgeschichtliche und industriegeschichtliche Bedeutung | 09296834 |
|                                         | Mietshaus in geschlossener Bebauung | Holzhäuser Straße 109 (Karte) | um 1910 (Mietshaus) | Putzfassade zwischen Jugend- und Reformstil um 1910, Putzgliederungen, ortsentwicklungsgeschichtliche Bedeutung | 09262746 |
|                                         | Straßenbahndepot der Leipziger Elektrischen Straßenbahn, Wagenhalle (ohne Anbauten) in rückwärtiger Lage (Anschrift: Holzhäuser Straße 113) und Verwaltungsgebäude in geschlossener Bebauung (Anschrift: Sommerfelder Straße 34) | Holzhäuser Straße 113 (Karte) | 1898 Eröffnung (Straßenbahndepot), 1897–1898 (Wagenhalle), 1907–1909 (Verwaltungsgebäude)                                                                                       | Übernachtungsdepot, Klinkerfassaden mit Klinker- und Kunststeingliederungen, Zeugnisse aus der Frühzeit des öffentlichen elektrischen Nahverkehrs in Leipzig mit zwei konkurrierenden Straßenbahnunternehmen und jeweils eigenständigen Schienennetzen und Betriebshöfen, baugeschichtlich, ortsentwicklungsgeschichtlich und verkehrsgeschichtlich von Bedeutung | 09263116 |
|                                         | Mietshaus in halboffener Bebauung | Holzhäuser Straße 117 (Karte) | um 1905 (Mietshaus) | Klinkerfassade in ausklingenden Historismusformen mit Jugendstileinschlag, Kunststeingliederungen, Tordurchfahrt und Laden, ortsentwicklungsgeschichtliche Bedeutung | 09264836 |
|                                         | Mietshaus in ehemals geschlossener Bebauung | Holzhäuser Straße 118 (Karte) | um 1900 (Mietshaus) | späthistoristische Klinkerfassade mit kräftigen Kunststeingliederungen, Läden in historischer Form, ortsentwicklungsgeschichtliche und baugeschichtliche Bedeutung | 09264837 |
|                                         | Mietshaus in geschlossener Bebauung | Holzhäuser Straße 121 (Karte) | um 1905 (Mietshaus) | Klinkerfassade mit jugendstiligen Kunststeingliederungen, ortsentwicklungsgeschichtliche Bedeutung | 09262744 |
|                                         | Mietshaus in geschlossener Bebauung | Holzhäuser Straße 123 (Karte) | um 1905 (Mietshaus) | Putz-Klinker-Fassade in ansprechenden Jugendstilformen, Putz- und Kunststeingliederungen, angedeutete seitliche Vorlagen mit Schaugiebeln, Tordurchfahrt und Laden, ortsentwicklungsgeschichtliche und baugeschichtliche Bedeutung | 09264838 |
|                                         | Mietshaus in geschlossener Bebauung | Holzhäuser Straße 125 (Karte) | um 1890 (Mietshaus) | späthistoristische Putzfassade mit Kunststeinelementen und reicher Stuckgliederung, Tordurchfahrt, ortsentwicklungsgeschichtliche Bedeutung | 09262743 |
|                                         | Mietshaus in geschlossener Bebauung | Holzhäuser Straße 131 (Karte) | 1905/1910 (Mietshaus) | Klinkerfassade in Formen des ausklingenden Historismus, mit Kunststeingliederungen, Tordurchfahrt, ehemals Laden, ortsentwicklungsgeschichtliche und baugeschichtliche Bedeutung | 09264839 |
| Weitere Bilder                          | Mietshaus in halboffener Bebauung | Holzhäuser Straße 133 (Karte) | um 1910 (Mietshaus) | Putzfassade im Reformstil um 1910, Putz- und Kunststeingliederungen, auffällige Haustürrahmung in kraftvollen Formen, dreiteiliges Oberlicht, Bleiglasfenster im Innern und originale Treppenhaus-Ausmalung der 1920er Jahre, ortsentwicklungsgeschichtliche und baugeschichtliche Bedeutung | 09264840 |